# Montreuil-en-Touraine
Vous lisez un « bon article » labellisé en 2017.
Pour les articles homonymes, voir Montreuil.
Montreuil-en-Touraine (prononcé /mɔ̃tʁœj ɑ̃ tuʁɛn/) est une commune française du département d'Indre-et-Loire en région Centre-Val de Loire. Elle est rattachée à la communauté de communes du Val d'Amboise.
Son territoire semble habité dès le Paléolithique mais les indices de cette occupation sont rares et fragiles. Au milieu du IXe siècle, Monasteriolus est rattaché à l'abbaye de Marmoutier. Couvert par la forêt de Gastines jusqu'au Moyen Âge, il est alors progressivement défriché, sans doute à l'initiative des moines, mais la qualité agronomique des sols n'est pas optimale même si la commune conserve, au XXIe siècle encore, une activité agricole non négligeable. Après une lente érosion depuis le début du XXe siècle, la population communale est en constante augmentation depuis les années 1970 et atteint 827 habitants en 2022 . Cependant, moins de 20 % des actifs résidant à Montreuil-en-Touraine trouvent un emploi dans la commune, qui par ailleurs n'abrite plus aucun commerce. Un projet de fusion avec la commune limitrophe de Saint-Ouen-les-Vignes est en discussion depuis 2016.
Son château du XVe siècle, dont la charpente et la toiture sont ruinées, est partiellement inscrit à l'inventaire des monuments historiques. Son église est moderne mais accueille des pierres sculptées provenant probablement d'un monument funéraire dans un édifice plus ancien.

## Géographie

### Localisation et communes limitrophes
Située dans le quadrant nord-est de l'Indre-et-Loire, Montreuil-en-Touraine fait partie du canton d'Amboise ; les deux chefs-lieux communaux sont distants de 9,4 km ; la commune fait partie de l'arrondissement de Loches,, ces distances étant exprimées « à vol d'oiseau ». La commune fait partie du bassin de vie, de l'aire urbaine et de la zone d'emploi de Tours.
Les frontières de Montreuil, commune dont le territoire se développe sur une superficie totale de 25,1 km2, sont délimitées, dans le « sens des aiguilles d'une montre », par Neuillé-le-Lierre, ville distante de 4,1 km en direction du nord-ouest ; par Autrèche, localisée à 5,5 km, en direction du nord-est ; par Saint-Ouen-les-Vignes, située à 4,2 km, en direction du sud-est ; par Nazelles-Négron, placée à 6,2 km, en direction du sud ; et enfin par Reugny, distante de 4,9 km, en direction de l'est — toutes ces données kilométriques sont exprimées « à vol d'oiseau » —. En outre, hormis ces cinq localités limitrophes de la commune, les deux autres villes tourangelles les plus proches sont Pocé-sur-Cisse au sud-est et Auzouer-en-Touraine au nord-nord-est, respectivement éloignées de 5,9 et 6,4 km du centre-bourg de Montreuil.
| - OpenStreetMap Montreuil-en-Touraine dans son environnement géographique. - Montreuil-en-Touraine et ses communes limitrophes. - Montreuil-en-Touraine (en rouge) dans le canton d'Amboise (en vert). |

| Neuillé-le-Lierre |                                | Autrèche              |
| Reugny            | Montreuil-en-Touraine          |                       |
|                   | Nazelles-Négron Pocé-sur-Cisse | Saint-Ouen-les-Vignes |

### Géologie et relief

Carte géologique simplifiée de Montreuil-en-Touraine.
Bourg et limites communales
Calcaire sénonien (C4-6V)
Formations résiduelles à silex (Rs)
Marnes éocènes lacustres (e6-7)
Marnes de l'Oligocène (g1)
Sables de Montreuil (m4-p)
Limons des plateaux quaternaires (LP)
Alluvions récentes (Fz)

La commune de Montreuil-en-Touraine est située au sud de la petite région naturelle de la gâtine tourangelle,,. Les strates calcaires du Sénonien (C4-6V) n'affleurent qu'au fond de la vallée de la Ramberge. Partout ailleurs, elles sont recouvertes par d'épaisses couches de marne de l'Éocène (e6-7) ou de l'Oligocène (g1). S'y superposent les sables de Montreuil (m4-p), déposés à l'Helvétien (Miocène) et qui affleurent au nord et à l'est de la commune. Des limons de couleur brune, recouvrant des reliefs quaternaires (LP) et qui ont été apportés par des phénomènes de type éolien au cours de la glaciation würmienne, masquent les couches précédentes sur la plus grande partie du plateau,, alors que des alluvions récentes (Fz) ont été déposées au fond des vallées des cours d'eau,.
Le territoire communal, bordé au nord-ouest et à l'est par les vallées de deux cours d'eau, Ramberge et ru de Madelon, constitue un plateau dont l'altitude varie de 100  à   113 mètres. Cependant, l'altitude minimale de la commune, 76 m, se rencontre là où la Ramberge quitte le territoire communal, au niveau de Saint-Ouen-les-Vignes.
Montreuil-en-Touraine est une commune de grande taille puisque sa superficie s'élève à 2 509 ha quand la surface moyenne d'une commune française est de 1 488 ha.

### Hydrographie
La commune est arrosée au nord par le ru de Madelon, affluent de la Brenne et au sud par la Ramberge, affluent de la Cisse,. Ces deux rivières marquent les limites communales de Montreuil-en-Touraine. Aucun cours d'eau permanent ne parcourt le plateau, traversé seulement par quelques ruisseaux ou fossés temporaires. Un ancien étang, le « Grand Étang », est asséché dans la seconde moitié du XXe siècle ; il est depuis en culture. Le « Petit Étang » (ou « Étang de la Filaudière »), toujours en eau, est une retenue artificielle formée par le barrage du vallon du ru de Montreuil. Plusieurs mares, creusées à l'origine pour permettre aux animaux de s'abreuver, parsèment le territoire.

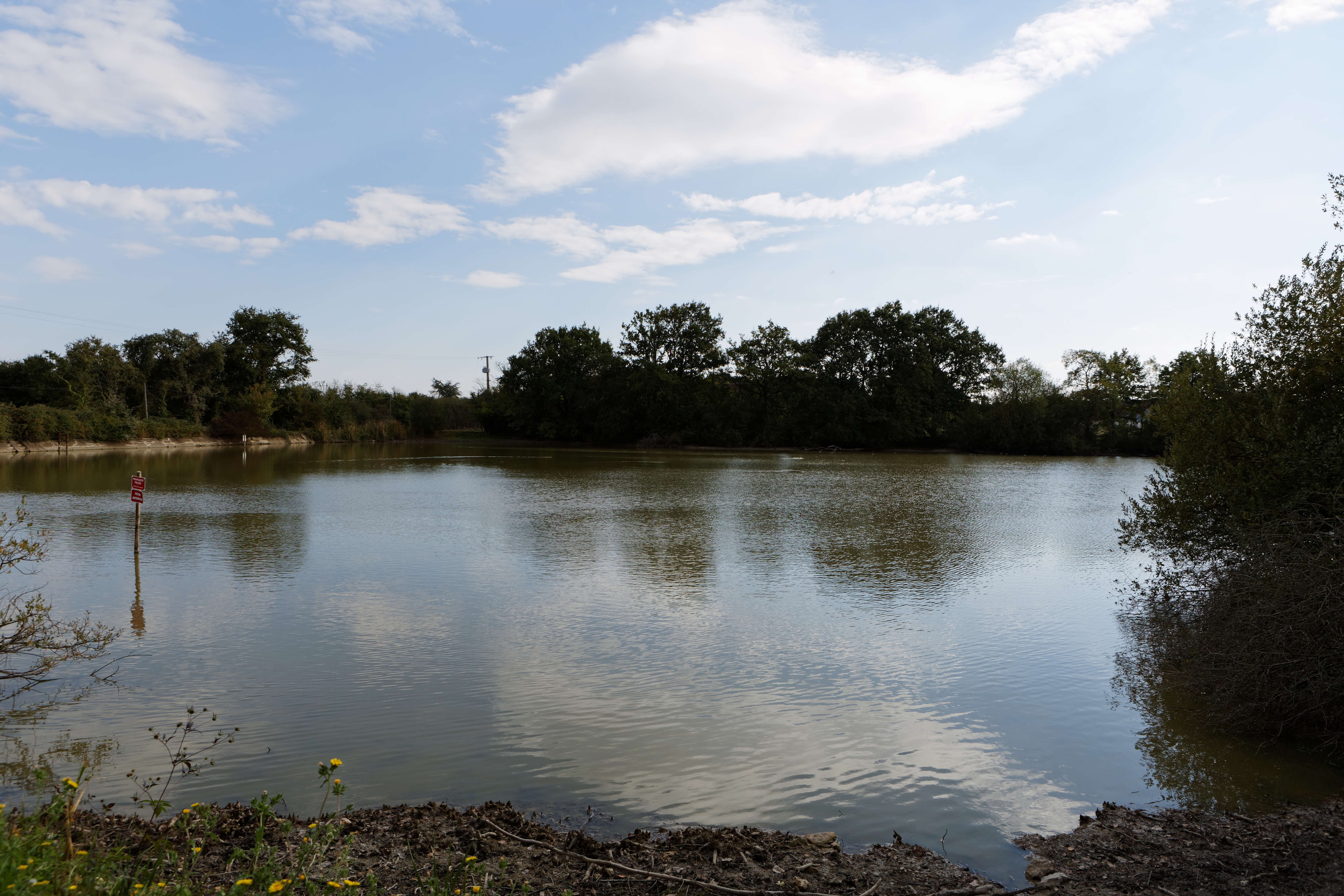
Le « Petit Étang » de Montreuil.

Le régime de la Cisse est relevé à la station de Nazelles-Négron. Sur une période d'étude de 20 ans (1998 à 2017), la rivière, dont la surface totale de drainage se déploie sur une étendue de 790 km2, observe un débit moyen mensuel variant entre 4,270 m3/s au mois de janvier et 1,330 m3/s au mois d'août. Son débit moyen inter-annuel, allant d'un minimum de 1,400 m3/s en période quinquennale sèche jusqu'à un maximum de 3,400 m3/s en quinquennale humide, présente une valeur médiane de 2,450 m3/s.
Les données hydrologiques concernant le régime de la Ramberge, sont, quant à elles, relevées à la station de Pocé-sur-Cisse. Pour la période considérée de 1971 à 1994, le cours d'eau, dont le bassin versant s'étend sur 62,8 km2, possède un module (ou débit moyen interannuel) médian calculé à 0,229 m3/s, valeur comprise entre 0,150 m3/s en saison sèche et 0,310 m3/s pour les mois humides. Le débit moyen mensuel de la Ramberge, dont les relevés ont été estimés peu ou pas assez fiables sur cette même période d'étude, fluctuerait entre un minimum de 0,130 m3/s au mois de septembre et un maximum de 0,432 m3/s au mois de février.
Enfin, le ru de Madelon, petit cours d'eau délimitant le territoire communal au nord-ouest et dont le parcours se développe sur une longueur totale d'environ 4 km, observe un écoulement moyen annuel de 0,106 m3/s. En outre, son débit à l'étiage, c'est-à-dire à son niveau le plus bas (valeur régulièrement relevée en saison estivale), est considéré comme étant « passable ».

### Paysages naturels
Le plateau de Montreuil-en-Touraine, autrefois couvert de bois mais progressivement défriché depuis le Moyen Âge, offre un paysage de champs ouverts, où alternent de grandes parcelles vouées à la culture (céréalière principalement) et des prairies naturelles ou artificielles consacrées au pacage des troupeaux, bovins essentiellement. Quelques bosquets subsistent toutefois. Les qualités agronomiques de ces sols, lourds et froids, sont assez médiocres,. À l'instar de ceux situés dans son environnement proche, les sols de Montreuil, « légèrement lessivés » et recouvrant des couches sédimentaires à dominante sablonneuse, ont fait l'objet de remaniements agricoles au cours du XVIIIe siècle. Ces derniers ont laissé des traces toujours visibles sous forme de puits et de fosses desquels étaient extraites des roches marnières à des fins d'amendement des terres agricoles.
À l'inverse, les franges du territoire communal sont toujours largement boisées, notamment les pentes des vallons de la Ramberge et du ru de Madelon. En 1987, les bois représentaient encore près du quart de la surface communale,,.

Paysages naturels.
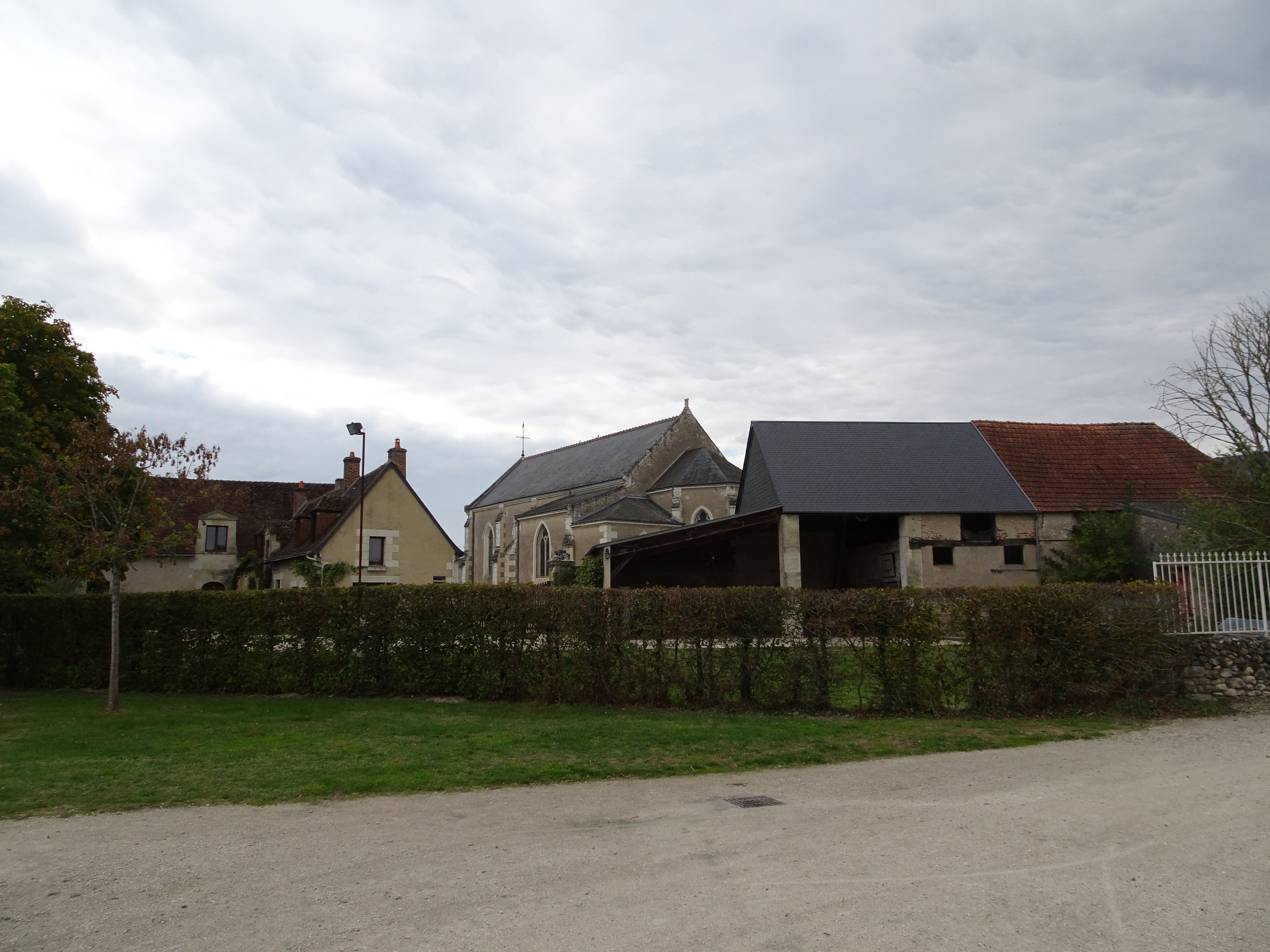
Vue générale.
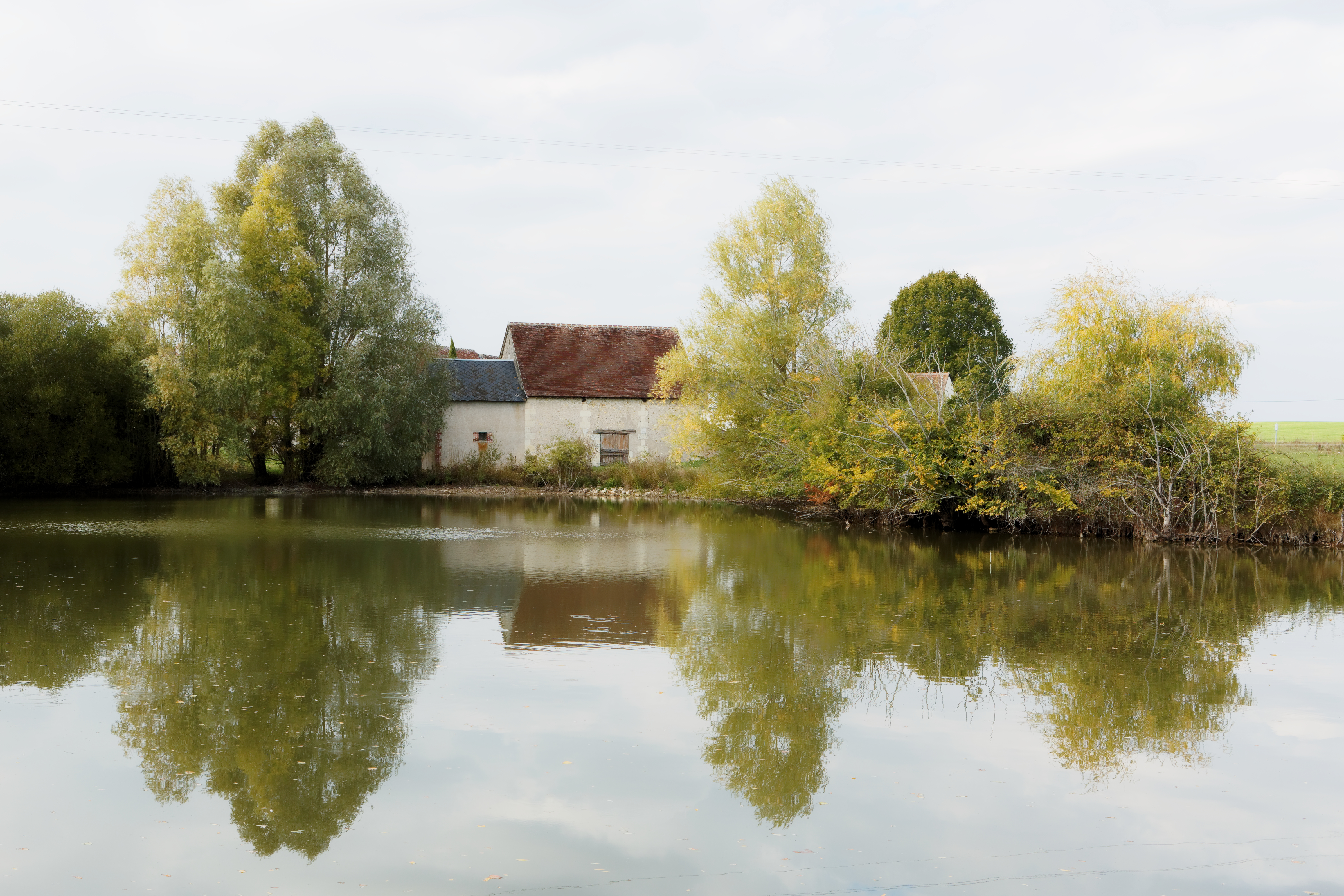
Mare.
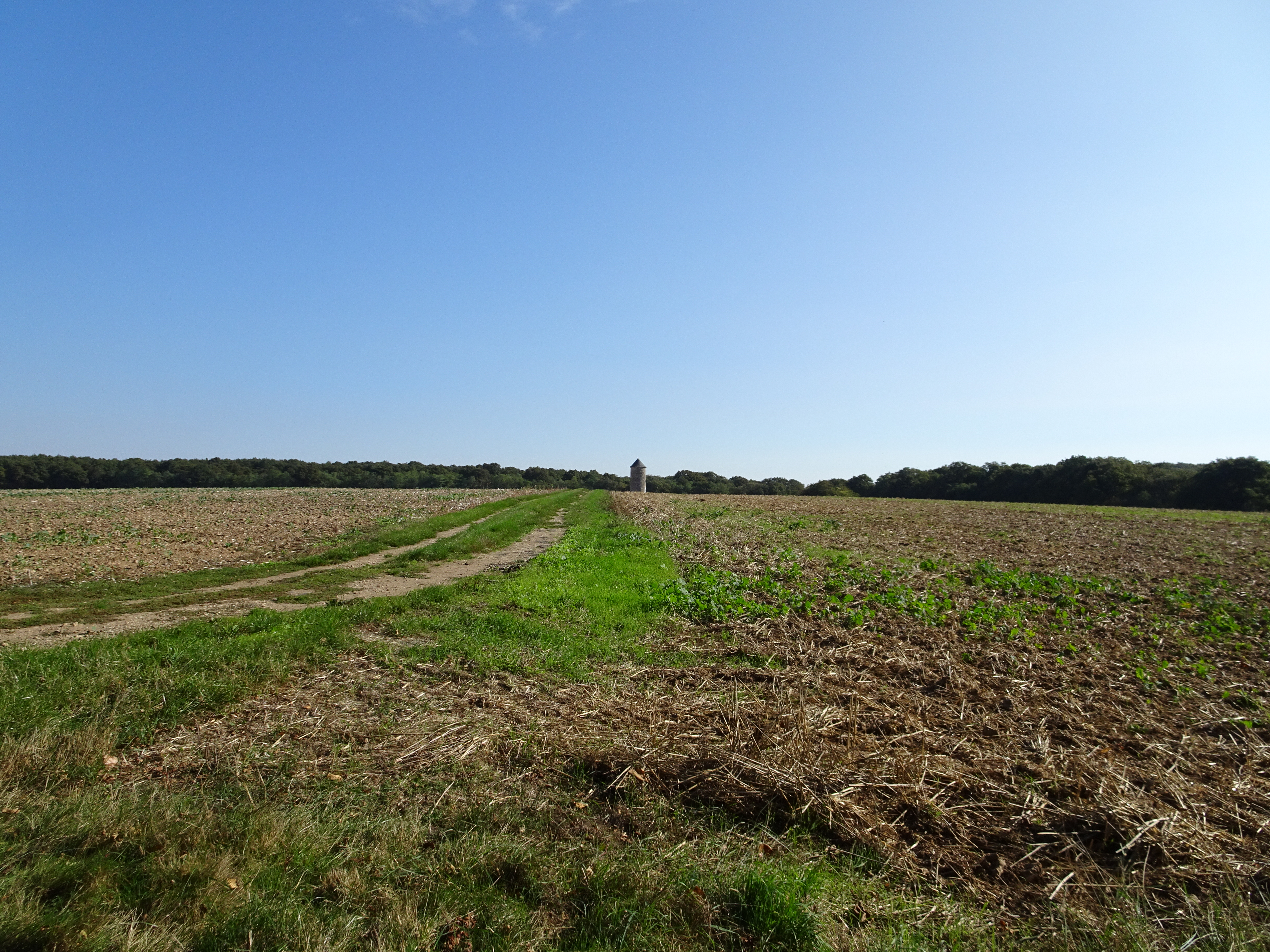
Campagne montreuilloise.
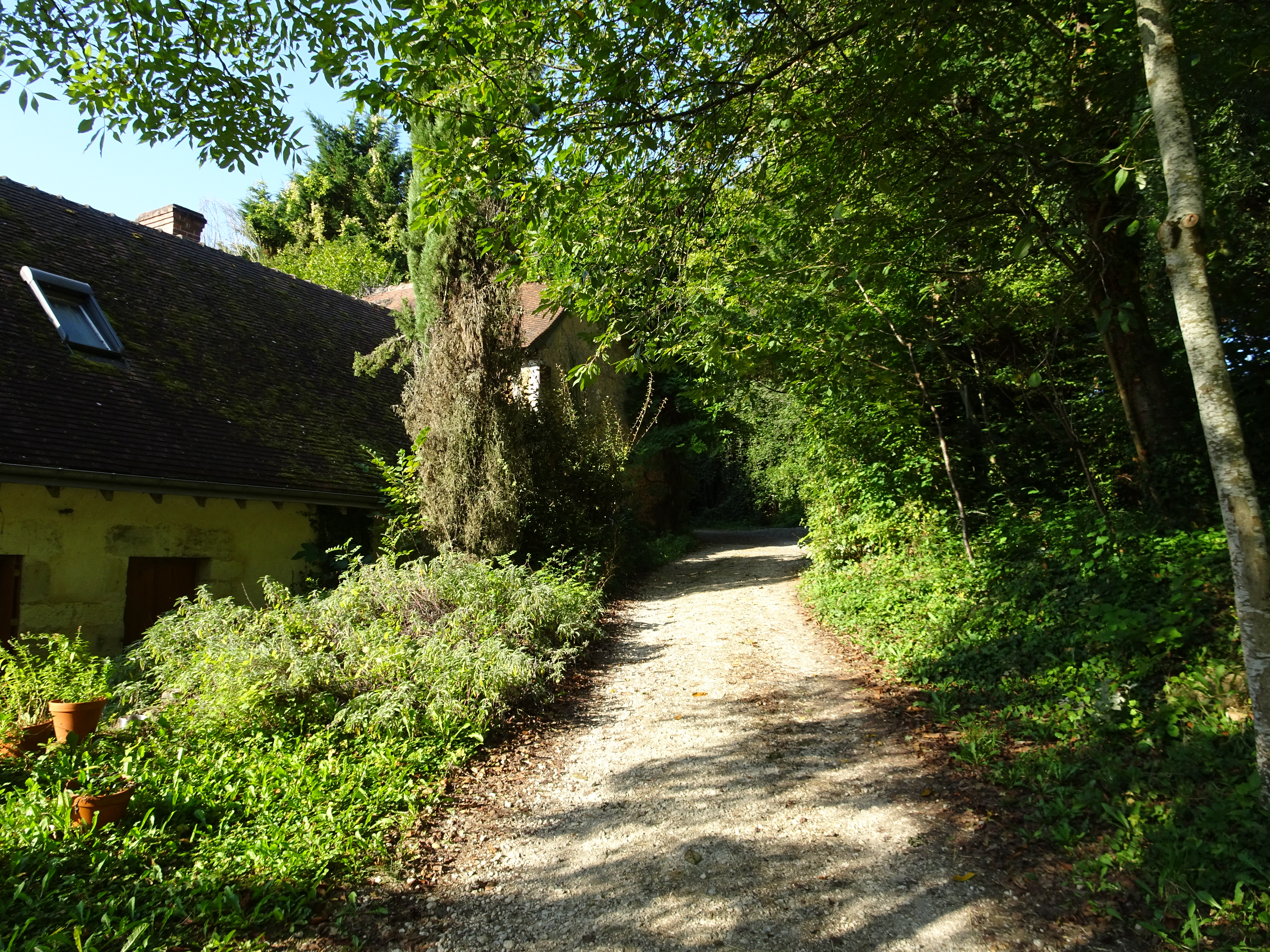
Chemin rural.

### Climat
Pour des articles plus généraux, voir Climat du Centre-Val de Loire et Climat d'Indre-et-Loire.
En 2010, le climat de la commune est de type climat océanique altéré, selon une étude du CNRS s'appuyant sur une série de données couvrant la période 1971-2000. En 2020, Météo-France publie une typologie des climats de la France métropolitaine dans laquelle la commune est toujours exposée à un climat océanique altéré et est dans la région climatique Moyenne vallée de la Loire, caractérisée par une bonne insolation (1 850 h/an) et un été peu pluvieux.
Pour la période 1971-2000, la température annuelle moyenne est de 11,2 °C, avec une amplitude thermique annuelle de 14,7 °C. Le cumul annuel moyen de précipitations est de 690 mm, avec 11,2 jours de précipitations en janvier et 6,6 jours en juillet. Pour la période 1991-2020, la température moyenne annuelle observée sur la station météorologique de Météo-France la plus proche, sur la commune de Limeray à 8 km à vol d'oiseau, est de 12,2 °C et le cumul annuel moyen de précipitations est de 670,2 mm,. Pour l'avenir, les paramètres climatiques de la commune estimés pour 2050 selon différents scénarios d'émission de gaz à effet de serre sont consultables sur un site dédié publié par Météo-France en novembre 2022.

### Voies de communication et transports

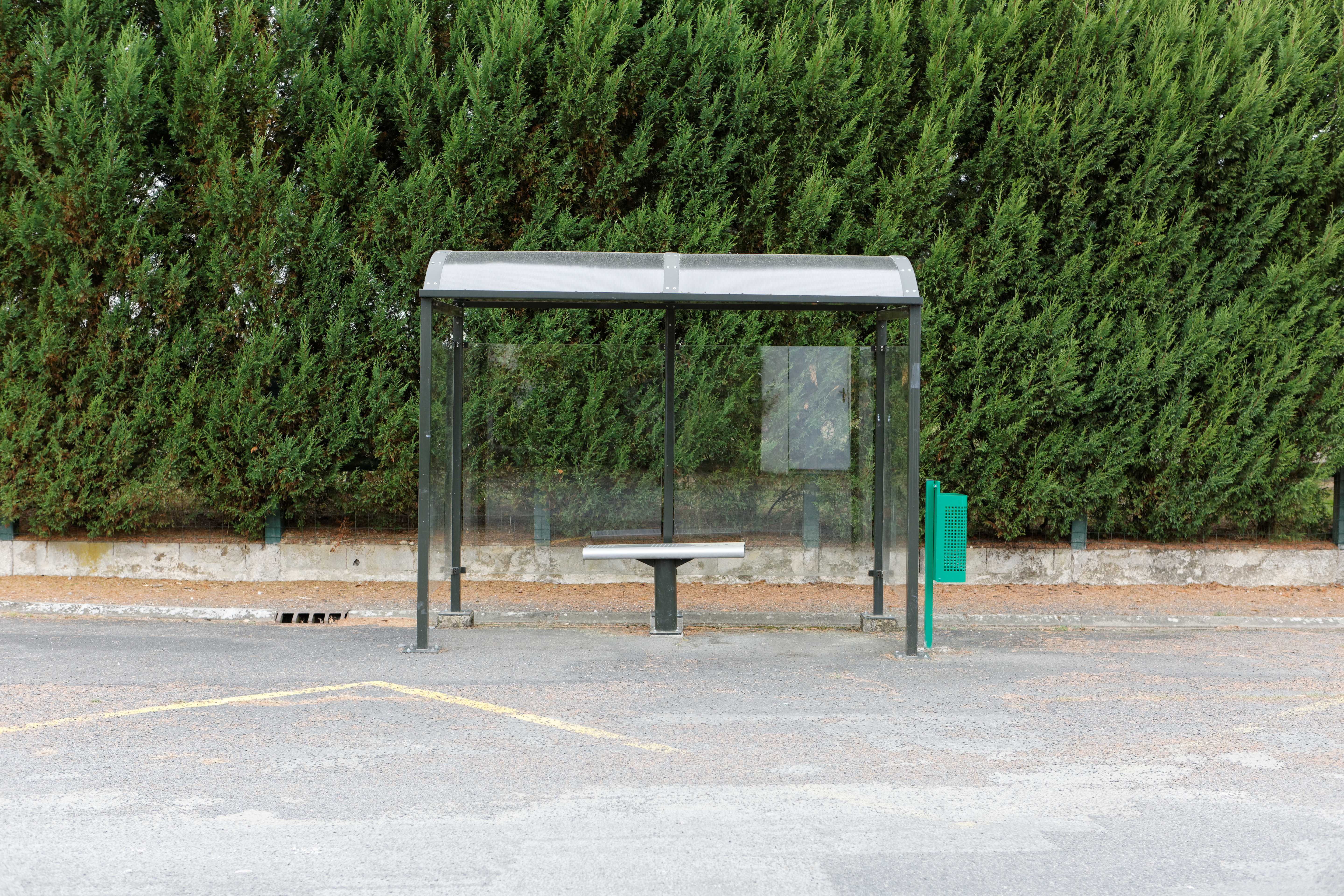
Arrêt de bus du réseau Touraine Fil vert à proximité de Montreuil.

La commune est traversée par les routes départementales RD 55 (d'Autrèche à Reugny) et RD 75 (de Neuillé-le-Lierre à Nazelles-Négron) qui se croisent au centre du bourg. L'autoroute A 10 est accessible à la sortie Château-Renault (no 18).
Les lignes A (Château-Renault – Tours) et TA (Château-Renault – Amboise) du réseau de transports en commun routiers Touraine Fil vert, géré par le Conseil départemental d'Indre-et-Loire, sont accessibles aux Montreuillois à partir des communes voisines de Neuillé-le-Lierre ou Reugny pour la ligne A, et Autrèche ou Saint-Ouen-les-Vignes pour la ligne TA.
La gare SNCF la plus proche est celle d'Amboise (7 km environ), desservie par la ligne de Paris-Austerlitz à Bordeaux-Saint-Jean,. La ligne ferroviaire à grande vitesse Atlantique (de Tours à Paris Montparnasse) traverse la commune, sur laquelle aucune halte n'est toutefois aménagée,.

## Urbanisme

### Typologie
Au 1er janvier 2024, Montreuil-en-Touraine est catégorisée commune rurale à habitat dispersé, selon la nouvelle grille communale de densité à sept niveaux définie par l'Insee en 2022.
Elle est située hors unité urbaine. Par ailleurs la commune fait partie de l'aire d'attraction de Tours, dont elle est une commune de la couronne,. Cette aire, qui regroupe 162 communes, est catégorisée dans les aires de 200 000 à moins de 700 000 habitants,.

### Occupation des sols
L'occupation des sols de la commune, telle qu'elle ressort de la base de données européenne d’occupation biophysique des sols Corine Land Cover (CLC), est marquée par l'importance des territoires agricoles (79,5 % en 2018), une proportion sensiblement équivalente à celle de 1990 (79,7 %). La répartition détaillée en 2018 est la suivante :
terres arables (74 %), forêts (19,1 %), zones agricoles hétérogènes (5,6 %), zones urbanisées (1,3 %). L'évolution de l’occupation des sols de la commune et de ses infrastructures peut être observée sur les différentes représentations cartographiques du territoire : la carte de Cassini (XVIIIe siècle), la carte d'état-major (1820-1866) et les cartes ou photos aériennes de l'IGN pour la période actuelle (1950 à aujourd'hui).

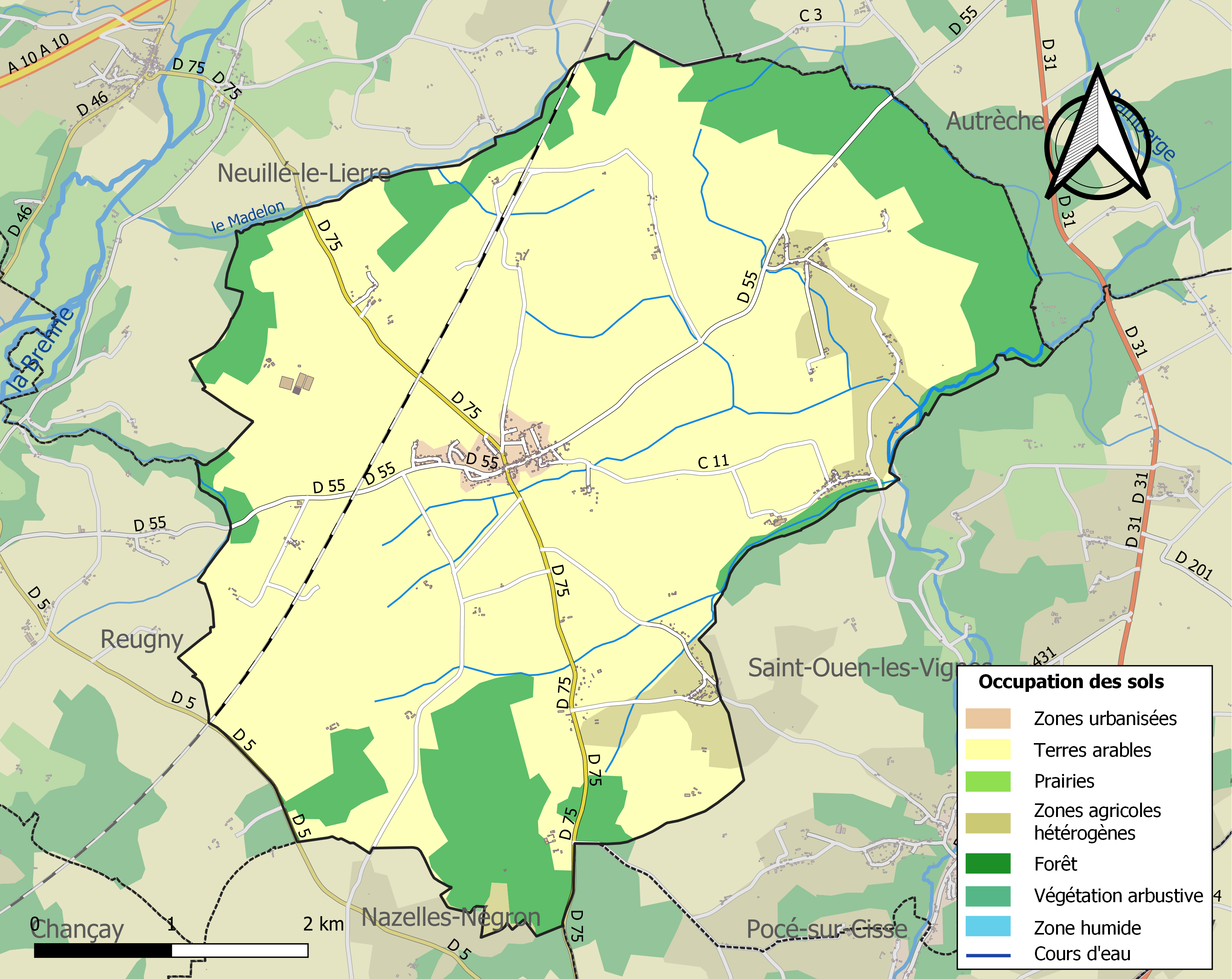
Carte des infrastructures et de l'occupation des sols de la commune en 2018 (CLC).

### Morphologie urbaine

Développement urbain de Montreuil-en-Touraine.
« Vieux bourg »
Extensions modernes

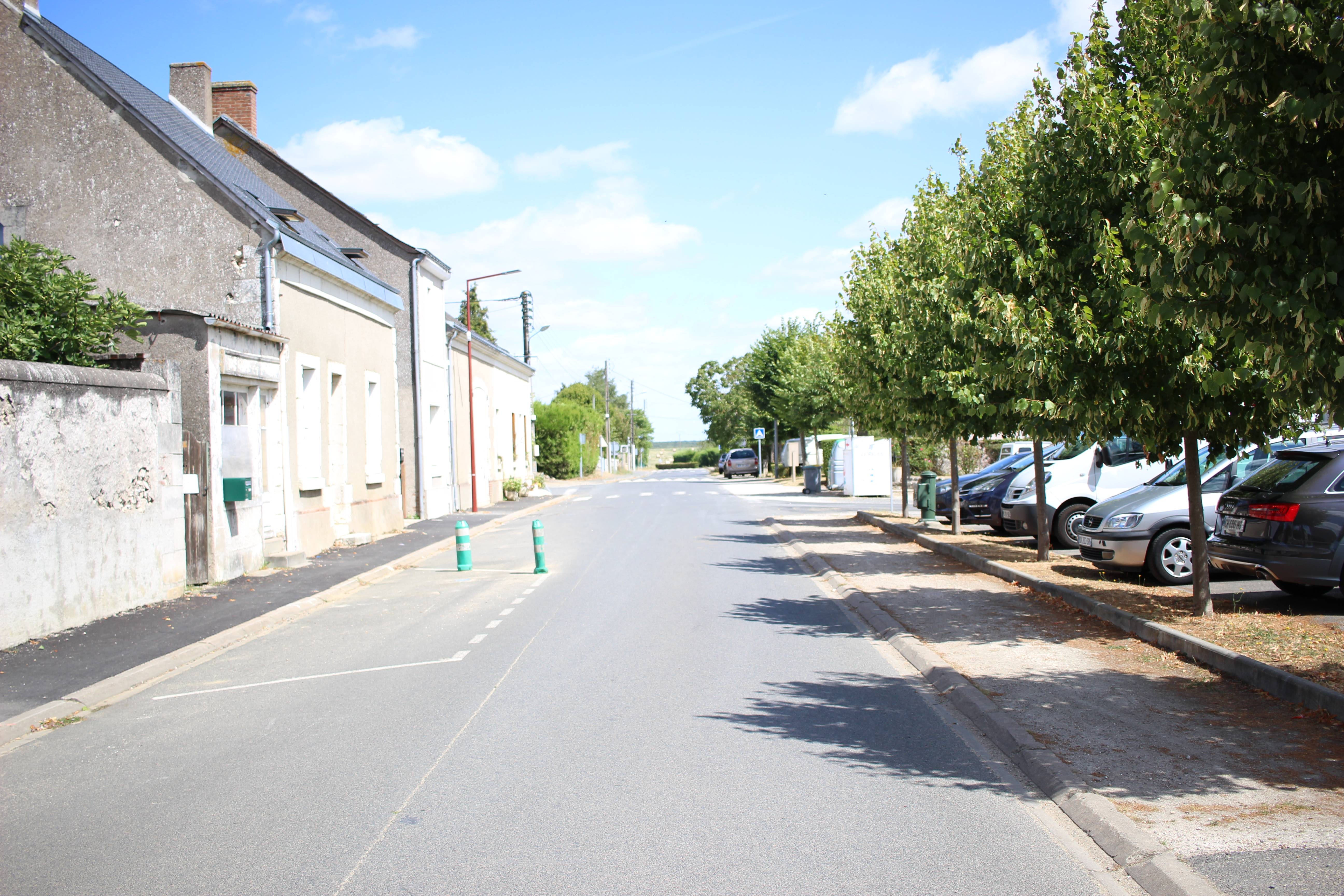
Rue du Bourg.

Le centre-bourg s'est construit autour de l'église et le long des deux départementales qui en constituent les rues principales, notamment vers l'est. À l'inverse, le développement moderne de l'agglomération se fait surtout en direction de l'ouest, sous forme de lotissements, le long de la D 55 comme à « la Ménagerie », « les Pièces du Grand Étang » ou « la Garenne », ou de manière plus isolée le long des axes de communication, comme la route départementale no 75. Les habitants de ces quartiers se trouvent ainsi éloignés des services globalement regroupés autour de l'église et de la mairie. Ces nouvelles constructions n'ont, par ailleurs, souvent pas bénéficié d'une « intégration paysagère satisfaisante », selon les termes du plan d'aménagement et de développement durable communal.

### Logement
En 2013, le nombre total de logements dans la commune était de 333, alors qu'il était de 297 en 2008. Parmi ces logements, 90,3 % étaient des résidences principales, 4,2 % des résidences secondaires et 5,6 % des logements vacants. Ces logements étaient pour 98,8 % d'entre eux des maisons individuelles et pour 1,2 % des appartements. La proportion des résidences principales, propriétés de leurs occupants, était de 86,0 %. 13,3 % sont locataires de leur résidence principale. La part de logements HLM loués vides (appartements ou maisons individuelles) était de 3,9 % et concernait 24 personnes.
De 1971 à 2010, 34 nouvelles résidences principales sont construites, soit 29,3 % du parc total à cette dernière date.

### Lieux-dits et hameaux
- l'Abîme (extraction de marbre)
- les Balivières
- la Bertrie (ferme)
- la Bisauderie (hameau)
- les Buissonnets (ferme)
- la Bouchetterie (ferme)
- le Bourg (quartier le plus habité)
- la Chaînée (ancienne ferme)
- la Championnerie : la Grande Championnerie (ancienne ferme) et la Petite Championnerie (quartier du Vieux Joué)
- la Chauvinière (lieu-dit)
- la Chevalerie (lieu-dit)
- les Chintres (lieu-dit)
- la Cossais (lieu-dit)
- la Filaudière (hameau)
- la Fontenelle (hameau)
- la Garenne (lotissement)
- la Genetière (impasse)
- les Gâts (lieu-dit)
- la Guêtrie (ancienne ferme et quartier)
- Guignefolle (ferme)
- la Hardonnière (ancienne ferme)
- la Ménagerie (quartier)
- Moulin de Villagou (ancien moulin à eau, lieu-dit)
- la Perchais (ancienne ferme, centre équestre)
- Pierre Bise
- Pinson
- Roucheux
- Salé : le Grand Salé (hameau) et le Petit Salé (ferme)
- les Trois cheminées (lieu-dit)
- la Varenne (lieu-dit, actuellement dans le Bourg)
- les Vallées (hameau)
- le Vieux Joué (hameau principal de Montreuil)
- les Villepins (hameau) : les Grands Villepins et les Petits Villepins

### Aménagements récents et en projet
Le centre-bourg a été rénové en septembre et octobre 2016, avec enfouissement du réseau électrique, reprise de l'évacuation des eaux pluviales puis réfection de la voirie et des espaces verts.
Pour rééquilibrer le tissu urbain, le projet d'aménagement et de développement durable prévoit que les nouvelles constructions dans le bourg se feront au nord-ouest du cœur traditionnel, option préférée à la poursuite d'une urbanisation par digitation le long des voies traversant le chef-lieu.

### Risques naturels
La presque totalité du territoire communal de Montreuil-en-Touraine est exposée à un aléa moyen face à un risque lié au gonflement-retrait des argiles. Sur les versants de la vallée du ru de Madelon, toutefois, cet aléa est considéré comme « élevé ». À l'inverse, au fond de la vallée de la Ramberge ainsi que sur une étroite bande passant par le bourg, ce risque est « faible » ou « a priori nul ». Ce risque, lié à la nature argilo-siliceuse des sols, expose les fondations des bâtiments à une fragilisation après des périodes de sécheresse prolongée.
Montreuil-en-Touraine est située en zone de sismicité très faible de niveau 1 sur une échelle de 1 à 5, selon la cartographie établie par le bureau de recherches géologiques et minières (BRGM). De fait, les chroniques historiques locales ne mentionnent aucun séisme pour cette partie de la Touraine.

## Toponymie
| Formes successives attestées de la dénomination de la paroisse puis de la commune : - Monasteriolus : 852, acte du roi carolingien Charles II le Chauve ; - Parochia ecclesiae quae Monsteriolum dicitur : XIe siècle ; - Musterolium : 1290, pouillé de Tours ; - Monstroul : XIIIe siècle, charte de l'abbaye de Moncé ; - Parochia de Musteriolo seu de Monstereolo : XIIIe siècle, cartulaire de l'archevêché de Tours ; - Monsteriolum : 1313, charte de l'abbaye de Fontaine-les-Blanches ; - Monstereul : 1485, charte de l'abbaye de Moncé ; - Montreuil : 1760, carte de Cassini ; - Montreuil-les-Vaches : 1774 ; - Montreuil, 1934, cadastre napoléonien révisé ; - Montreuil-en-Touraine, décret du 19 juin 1961,. |

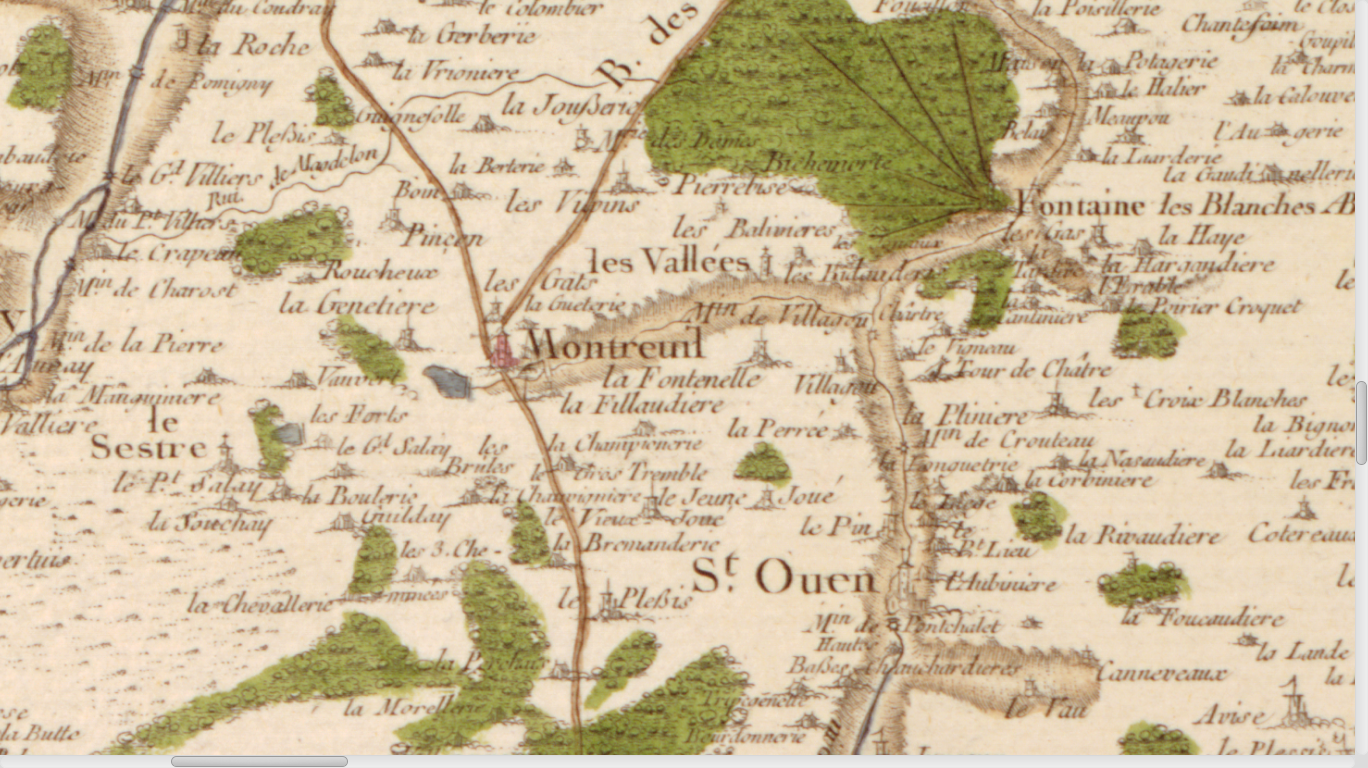
Toponymie et topographie, d'après la carte de Cassini, 1760.

La première mention de Montreuil, sous la forme Monasteriolus, se trouve dans un acte de Charles le Chauve daté de 852. Par ailleurs, la linguiste Marie-Thérèse Morlet relève également le terme Monasteriolum, mot dérivant du substantif Monasterium (« monastère »). De fait, le nom même de Monasteriolus semble illustrer le rattachement de Montreuil à l'abbaye de Marmoutier et non indiquer obligatoirement la présence d'un petit monastère (traduction littérale) à Montreuil. En 1961, l'ajout de la terminologie « -en-Touraine » au toponyme « Montreuil » permet de différencier cette commune des autres localités françaises portant le même nom. Les archives départementales d'Indre-et-Loire conservent les témoignages de ces évolutions.
Le toponyme du « Vieux Joué » est interprété comme l'évolution de Gaudiacus, domaine de Gaudius, anthroponyme latin.
Enfin, l'analyse micro-toponymique de la commune révèle l'existence du terme latin Puriacum, peut-être dérivé de Purius avec le suffixe -acum (« domaine de »), pour le lieu-dit du « Puray » (ou « Puré »), terme utilisé à l'époque gallo-romaine, mais dont la date de mention n'est toutefois pas précisée.

## Histoire

### De la Préhistoire à l'Antiquité
Des outils préhistoriques (bifaces, hache, houe) datés du Paléolithique au Néolithique moyen ont été découverts sur différents sites, au nord-est du territoire communal et les premières populations installées à Montreuil semblent avoir suivi le cours de la Ramberge.
Des gisements de minerai de fer ont été identifiés sur le territoire communal et ont probablement fait l'objet d'une exploitation très ancienne comme en témoignerait le toponyme « la Fosse Noire » mais cette activité est difficile à dater en l'absence d'indices archéologiques.
Bien qu'elle ait laissé peu de traces dans le paysage contemporain, une voie antique, venant de Vendôme et se dirigeant vers Poitiers via Amboise, traverse l'est du territoire de la commune du nord au sud,. Elle passe à  Bruyères, au Vieux Joué et à la Puvinerie avant d'entrer sur la commune de Pocé-sur-Cisse. Cet itinéraire est conservé jusqu'au Moyen Âge où il est emprunté par les pèlerins de Saint-Jacques de Compostelle. Cette même voie aurait été parcourue également vers la fin du VIIe siècle apr. J.-C. par des fidèles ayant porté la dépouille de saint Léger, ce qui atteste sa pérennité sur plusieurs siècles.

### Moyen Âge
En 852, un acte de Charles le Chauve confirme le rattachement de Monasteriolus (Montreuil) à l'abbaye de Marmoutier. En 984, une manse dénommée Gaudiacum est donnée aux moines de l'abbaye de Saint-Julien de Tours. Il pourrait s'agir du lieu-dit « le Vieux Joué ».
La forêt de Gastines, ou forêt de Gâtine, qui couvrait le territoire, ne commence à être défrichée qu'au Moyen Âge, au niveau du bourg, probablement à l'initiative de moines. D'autres clairières, de la même manière, morcellent progressivement le boisement sur le reste du territoire. À cette époque, Montreuil, érigé en fief, est rattaché à la baronnie de Vernou.
Au début du XIIIe siècle, comme l'indique l'extrait d'un cartulaire, le fief montreuillois, à l'instar de celui d'Autrèche, appartenait à Guillaume de Montléon (ou Montlion), un chevalier et homme-lige de l'archevêque de Tours. Dans la seconde moitié du XIIIe siècle, dans les années 1250-1260, le domaine de Montreuil relève de l'autorité du seigneur de Gervais.
Au cours des XIIIe et XIVe siècles, alors que l'archiprêtré de Tours est composé de 76 paroisses, celle de Montreuil, qui en fait partie, est connue sous le nom de Parochia Sancti Martini de Monsteriolo,. Un document manuscrit met en évidence qu'au cours de cette période du Moyen Âge tardif, plus précisément dans les années 1330, les terres montreuilloises se révèlent alors dépendantes de l'autorité du seigneur Guillaume de La Rajace par droit de prééminence.

### Époque moderne
Jusqu'à la Révolution, Montreuil était du ressort de l'élection de Tours et faisait partie de l'archidiaconé d'outre-Loire et du doyenné de Château-Renault. Les cahiers de doléances de Montreuil-en-Touraine, rédigés à l'occasion des états généraux de 1789, font ressortir que le principal souhait des habitants est l'établissement de « lois et coutumes uniformes en France ». En dehors de ces considérations générales, les paroissiens de Montreuil attirent l'attention sur la surévaluation de la qualité de leurs terres agricoles pour le calcul de l'impôt au vingtième et sur la situation précaire de la paroisse après une très mauvaise récolte de blé en 1788 et un gel grave des vignes qui compromet la production pour trois ans au moins. En 1793, la commune dépend du district d'Amboise.

### Époque contemporaine
En 1838, le cimetière, jusqu'alors situé près de l'église (« place de l'Église »), est déplacé au lieu-dit « le Paradis » en application du décret du 7 mars 1808. En novembre 1852, lors du second plébiscite qui permet à Napoléon III d'asseoir sa légitimité et qui fait suite au Coup d'État du 2 décembre 1851, l'ancien président, devenu empereur, recueille l'unanimité des suffrages de la cité tourangelle : les 136 votants, sur  155 inscrits, se prononcent favorablement. L'école de Montreuil-en-Touraine, composée à l'origine d'une seule classe, est construite entre 1851 et 1853. Une seconde classe, adjacente à la mairie, est édifiée en 1884.

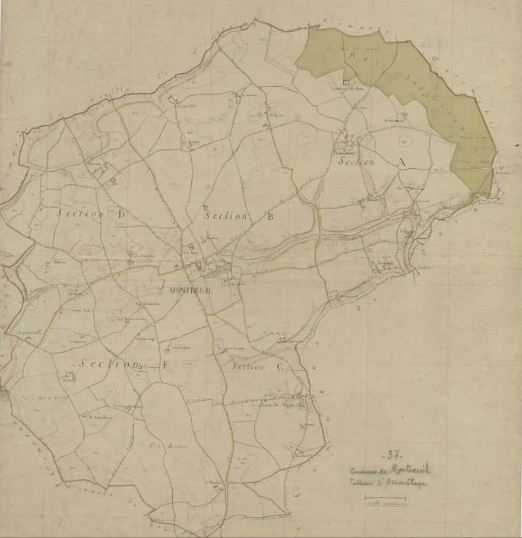
Plan cadastral napoléonien révisé de Montreuil.

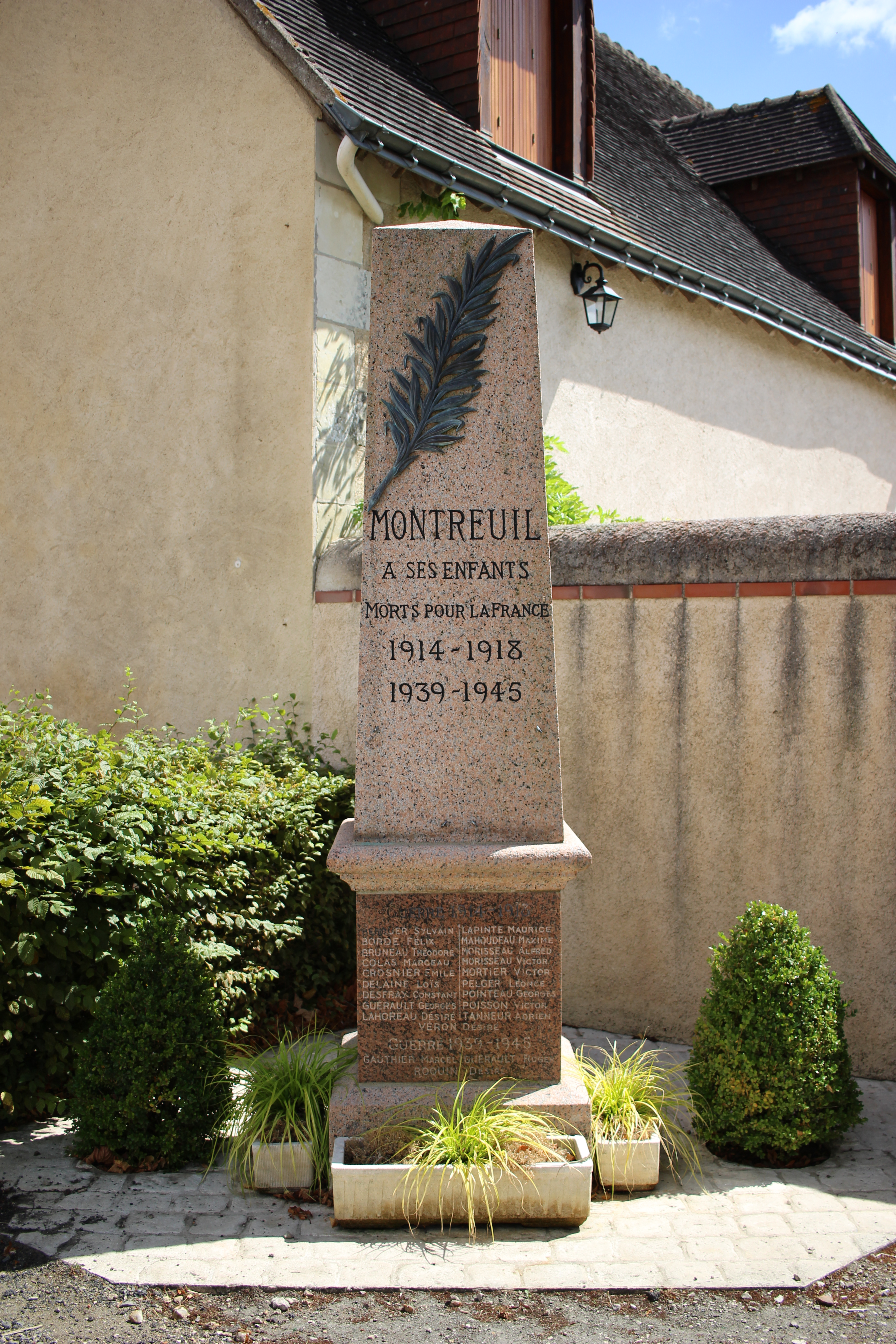
Monument aux morts.

Au tout début des années 1930, en raison de problèmes techniques et d'un manque de subventions, la commune montreuilloise ne bénéficiait pas encore d'un réseau électrique. Pour remédier à cette situation, un rapport délibératif du conseil général, datant de 1931, signale la programmation d'une distribution électrique pour la petite cité tourangelle, un projet qui, à cette époque, est mis en place par le service de génie rural. Toutefois, aucune date précise concernant l'aménagement d'infrastructures électriques n'est alors arrêtée. L'année suivante, en 1932, le territoire de Montreuil fait l'objet d'une rénovation cadastrale. Ce remaniement parcellaire devient effectif à partir de 1934. La Première Guerre mondiale a fait 19 morts parmi la population masculine de Montreuil-en-Touraine, trois autres disparaissent durant la Seconde Guerre mondiale ; un monument aux morts est élevé à la mémoire de ces victimes. Dans les années 1970 et 1980, le territoire communal, alors largement constitué de surfaces agricoles — la surface agricole utile occupe 64,9 % du territoire en 1988 —, fait l'objet de nombreux remaniements et remembrements parcellaires et cadastraux.
En 2016, le conseil municipal présente un projet de fusion avec la commune voisine de Saint-Ouen-les-Vignes. Durant l'été 2016, les conseils municipaux des deux communes votent pour établir une étude sur cette fusion potentielle. Toutefois, des habitants des deux communes s'y opposent lors de réunions publiques et réclament une consultation citoyenne ; les élus promettent qu'elle se déroulera en 2017.

## Politique et administration

### Tendances politiques et résultats

#### Élection présidentielle de 2017
En 2017, au deuxième tour des élections présidentielles, Emmanuel Macron (En marche !), élu, a obtenu 51,18 % des voix et Marine Le Pen (FN), 48,82 %. Le taux de participation, pour cette élection, s'est élevé à 82,57 % sur l'ensemble des 591 habitants de la commune inscrits.

#### Élection municipale de 2014
Le nombre d'habitants au recensement de 2010 étant compris entre 500 et 1 500, le nombre de membres du conseil municipal pour l'élection de 2014 est de 15.
Lors des élections municipales de 2014, les 15 conseillers municipaux ont été élus dès le premier tour ; le taux de participation était de 59,46 %.

### Liste des maires
| Période  | Période  | Identité             | Étiquette | Qualité                     |
| -------- | -------- | -------------------- | --------- | --------------------------- |
| 1945     | 1947     | Eugène Reboussin     |           | agriculteur                 |
| 1947     | 1964     | Daniel Delaine       |           | commerçant                  |
| 1964     | 1977     | Maurice Levieuge     |           | agriculteur                 |
| 1977     | 1984     | André Chiaroni       |           | instituteur                 |
| 1984     | 1990     | Gérard Roques        |           | cadre d'entreprise          |
| 1990     | 2001     | Louis Gohier         | DVD       | agriculteur                 |
| 2001     | 2008     | Gilbert Lepetitcorps |           | chef d'entreprise           |
| 2008     | 2009     | Christian Hoflack    |           | cadre d'entreprise          |
| 2009     | mai 2020 | Jean-Luc Padiolleau  | SE        | Enseignant à l'IUT de Tours |
| mai 2020 | En cours | Claude Cicutti       | SE        | Retraité de la SNCF         |

### Rattachements administratifs et électoraux

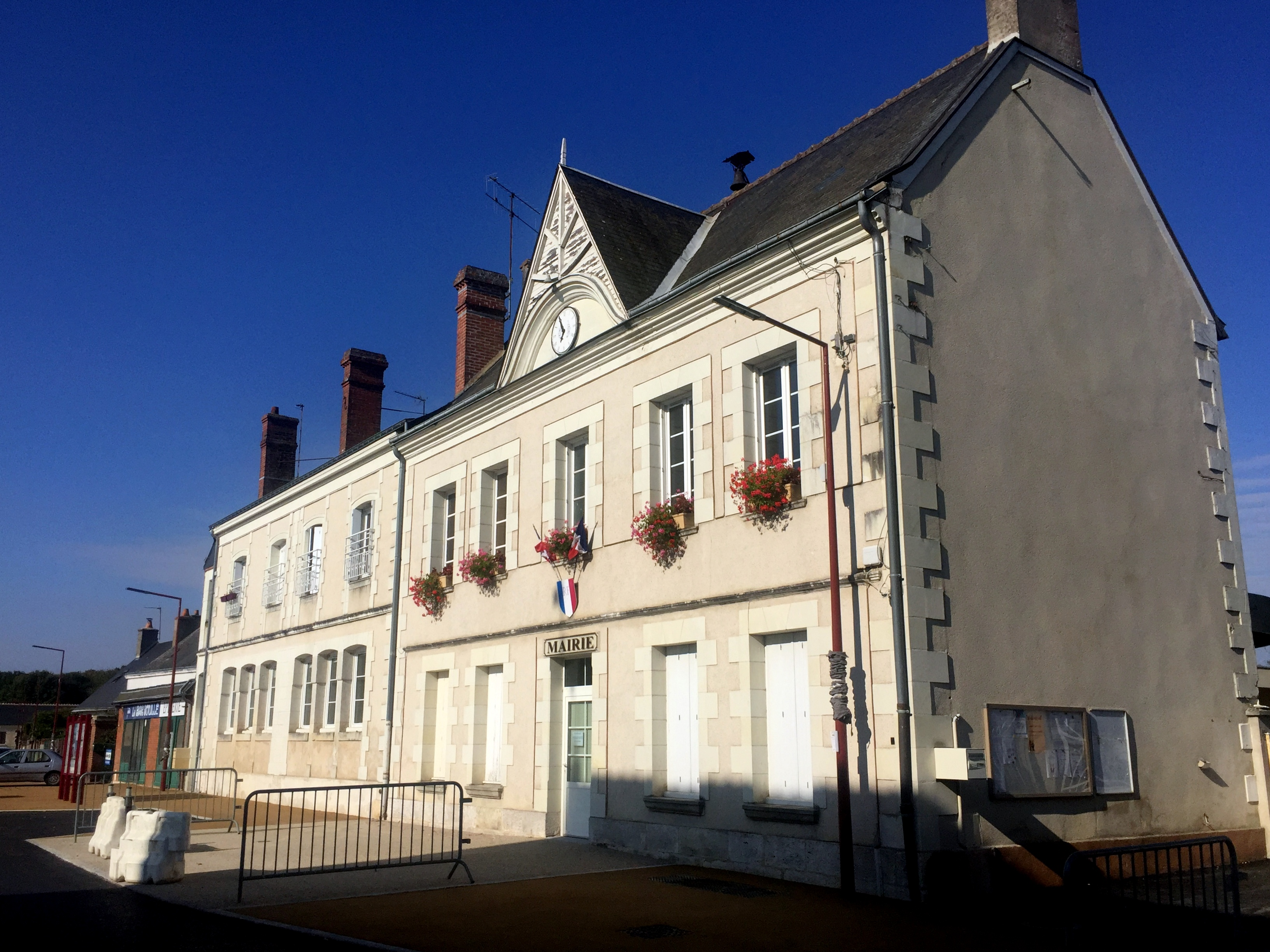
Mairie.

La commune est rattachée en 1790 au canton de Saint-Ouen puis en 1801 à celui d'Amboise dépendant de l'arrondissement de Tours. Dans le cadre du redécoupage cantonal de 2014 en France, ce canton s'agrandit, passant de 16 à 36 communes. À l'occasion de la réorganisation des territoires survenue le 1er janvier 2017, la commune est rattachée à l'arrondissement de Loches.
Pour les élections législatives, la commune fait partie de la 2e circonscription d'Indre-et-Loire.
Jusqu'à la fin 2009, Montreuil-en-Touraine se trouvait dans la juridiction du tribunal d'instance de Tours, maintenu dans le cadre de la réforme de la carte judiciaire mise en place le 1er janvier 2010. Montreuil-en-Touraine relève donc en 2016 : du tribunal d'instance, du tribunal de grande instance, du tribunal pour enfants, du conseil de prud'hommes et du tribunal de commerce de Tours ; de la cour d'assises d'Indre-et-Loire, également à Tours ; du tribunal paritaire des baux ruraux de Saumur ; de la cour d'appel et du tribunal administratif d'Orléans ; de la cour administrative d'appel de Nantes.

### Intercommunalité
La commune de Montreuil-en-Touraine était rattachée à la communauté de communes des Deux Rives intégrée le 1er janvier 2014 à la communauté de communes du Val d'Amboise, elle-même reconduite dans ses limites territoriales le 1er janvier 2017.
Le syndicat intercommunal d'énergie d'Indre-et-Loire (SIEIL) assure le contrôle et la coordination de l'ensemble des concessionnaires opérant sur l'Indre-et-Loire dans le domaine de la distribution de gaz et d'électricité.
Toutes les communes d'Indre-et-Loire, Tours exceptée, adhèrent au SIEIL à titre individuel par arrêté préfectoral en date du 23 avril 2008 pour ce qui est de sa « compétence Électricité ». La commune de Montreuil-en-Touraine n'adhère pas à la « compétence Gaz », disposition facultative.
Le syndicat mixte Touraine propre, regroupant plusieurs communautés de communes ou syndicats mixtes intercommunaux d'Indre-et-Loire, a pour vocation de favoriser et fédérer les actions en matière de réduction et de valorisation des déchets ménagers. La communauté de communes du Val d'Amboise en est adhérente à titre collectif au nom des quatorze communes qu'elle regroupe.

### Politique environnementale

#### Eau potable et assainissement
Huit communes de la communauté de communes du Val d'Amboise, dont Montreuil-en-Touraine, partagent les mêmes ressources en eau potable. Huit captages exploitent différentes nappes phréatiques ; aucun d'entre eux n'est situé sur le territoire de Montreuil-en-Touraine. Le réseau de distribution est mutualisé. En 2017, le service est affermé auprès de Veolia Eau.
La communauté de communes prend en charge l'assainissement des eaux usées à titre collectif. À Montreuil-en-Touraine, ce sont trois stations d'épuration (deux par filtrage sur sable et une par lagunage) d'une capacité totale de 490 EH (Équivalent-habitant) qui sont installées ; les eaux épurées sont dirigées vers la Ramberge. Le Satese assure le contrôle des équipements d'assainissement individuel pour les foyers non reliés au réseau collectif.

#### Déchets ménagers
La communauté de communes assure la collecte en porte-à-porte des déchets ménagers recyclables ou non, ainsi que leur traitement. Les autres déchets sont déposés par les habitants à la déchèterie de Neuillé-le-Lierre.

### Finances locales
Pour l'exercice 2015, le compte administratif du budget municipal de Montreuil-en-Touraine s'établit à 673 000 euros en dépenses et 707 000 euros en recettes :
- les dépenses se répartissent en 567 000 euros de charges de fonctionnement et 106 000 euros d'emplois d'investissement ;
- les recettes proviennent des 479 000 euros de produits de fonctionnement et de 228 000 euros de ressources d'investissement.

En 2015, la taxe d'habitation votée par le conseil municipal s'élève à 14,76 % de la valeur locative, rapportant environ 103 000 euros à la commune, soit en moyenne 131 euros par habitant. La même année, la dette de la ville s'établit à 151 000 euros, soit 194 euros par habitant, en baisse graduelle sur les dernières années. En 2005, elle était à 348 000 euros (536 euros par habitant).
Le tableau ci-dessous présente l'évolution de la capacité d'autofinancement, un des indicateurs des finances locales de Montreuil, sur une période de onze ans :
|                       | 2005 | 2006 | 2007 | 2008 | 2009 | 2010 | 2011 | 2012 | 2013 | 2014 | 2015 |
| --------------------- | ---- | ---- | ---- | ---- | ---- | ---- | ---- | ---- | ---- | ---- | ---- |
| Montreuil-en-Touraine | 95   | 77   | 72   | 83   | 206  | 63   | 126  | 64   | 74   | 118  | -109 |
| Moyenne de la strate  | 142  | 151  | 152  | 151  | 147  | 150  | 168  | 169  | 156  | 149  | 149  |

| ■ CAF de Montreuil-en-Touraine ■ CAF moyenne de la strate Ordonnées du graphique : valeurs de la CAF exprimées en €/habitant. |

Au cours des dix dernières années, la capacité d'autofinancement de la commune, à une exception près, a toujours évolué nettement en dessous de la moyenne de la strate des communes de taille comparable ; pour l'exercice 2015, elle est même strictement négative. Le résultat comptable observe une évolution comparable.

## Population et société

### Démographie
Les habitants de Montreuil-en-Touraine sont dénommés Montreuillois.

#### Évolution démographique
Avant la Révolution française, les populations communales sont exprimées en nombre de feux. À Montreuil, où les premiers  registres paroissiaux datent de 1549, la population évolue entre 100  et   120 feux de 1687 à 1787, avec cependant un minimum en 1720 (93 feux) et un maximum en 1772 (137 feux).
Puis la démographie de la commune est relativement stable pendant plus d'un siècle et demi, avec une population d'environ 500 personnes. La population fait l'objet d'une chute importante en 1975 (-20%) pour remonter dès 1982 avec la construction de nouveaux logements.

L'évolution du nombre d'habitants est connue à travers les recensements de la population effectués dans la commune depuis 1793. Pour les communes de moins de 10 000 habitants, une enquête de recensement portant sur toute la population est réalisée tous les cinq ans, les populations de référence des années intermédiaires étant quant à elles estimées par interpolation ou extrapolation. Pour la commune, le premier recensement exhaustif entrant dans le cadre du nouveau dispositif a été réalisé en 2005.

En 2022, la commune comptait 750 habitants, en évolution de −10,18 % par rapport à 2016 (Indre-et-Loire : +1,67 %, France hors Mayotte : +2,11 %).
| 1793 | 1800 | 1806 | 1821 | 1831 | 1836 | 1841 | 1846 | 1851 |
| ---- | ---- | ---- | ---- | ---- | ---- | ---- | ---- | ---- |
| 500  | 555  | 517  | 555  | 552  | 533  | 531  | 514  | 548  |

| 1856 | 1861 | 1866 | 1872 | 1876 | 1881 | 1886 | 1891 | 1896 |
| ---- | ---- | ---- | ---- | ---- | ---- | ---- | ---- | ---- |
| 551  | 501  | 513  | 531  | 493  | 529  | 530  | 532  | 518  |

| 1901 | 1906 | 1911 | 1921 | 1926 | 1931 | 1936 | 1946 | 1954 |
| ---- | ---- | ---- | ---- | ---- | ---- | ---- | ---- | ---- |
| 525  | 491  | 506  | 459  | 440  | 455  | 453  | 452  | 441  |

| 1962 | 1968 | 1975 | 1982 | 1990 | 1999 | 2005 | 2006 | 2010 |
| ---- | ---- | ---- | ---- | ---- | ---- | ---- | ---- | ---- |
| 431  | 433  | 343  | 521  | 632  | 642  | 671  | 682  | 768  |

| 2015 | 2020 | 2022 | - | - | - | - | - | - |
| ---- | ---- | ---- | - | - | - | - | - | - |
| 836  | 766  | 750  | - | - | - | - | - | - |

|                                           | 1968 - 1975 | 1975 - 1982 | 1982 - 1990 | 1990 - 1999 | 1999 - 2008 | 2008 - 2013 |
| ----------------------------------------- | ----------- | ----------- | ----------- | ----------- | ----------- | ----------- |
| Taux de variation annuel de la population | - 3,3 %     | + 6,1 %     | + 2,4 %     | + 0,2 %     | + 1,2 %     | + 2,6 %     |
| Solde naturel                             | 0,0 %       | + 0,3 %     | + 0,2 %     | + 0,1 %     | + 0,3 %     | + 0,5 %     |
| Solde migratoire                          | - 3,3 %     | + 5,8 %     | + 2,3 %     | + 0,1 %     | + 0,9 %     | + 2,1 %     |

Depuis les années 1980, la population est en constante augmentation, sous l'effet conjoint d'un solde naturel et d'un solde migratoire positifs.

#### Pyramide des âges
La population de la commune est relativement jeune.
En 2018, le taux de personnes d'un âge inférieur à 30 ans s'élève à 35,0 %, soit au-dessus de la moyenne départementale (34,9 %). À l'inverse, le taux de personnes d'âge supérieur à 60 ans est de 24,0 % la même année, alors qu'il est de 27,8 % au niveau départemental.
En 2018, la commune comptait 398 hommes pour 388 femmes, soit un taux de 50,64 % d'hommes, largement supérieur au taux départemental (48,09 %).
Les pyramides des âges de la commune et du département s'établissent comme suit.
| Hommes | Classe d’âge | Femmes |
| ------ | ------------ | ------ |
| 0,5    | 90 ou +      | 0,5    |
| 4,9    | 75-89 ans    | 5,3    |
| 18,3   | 60-74 ans    | 18,5   |
| 17,8   | 45-59 ans    | 20,1   |
| 21,4   | 30-44 ans    | 22,8   |
| 13,9   | 15-29 ans    | 14,8   |
| 23,2   | 0-14 ans     | 18,0   |

| Hommes | Classe d’âge | Femmes |
| ------ | ------------ | ------ |
| 0,9    | 90 ou +      | 2,2    |
| 7,9    | 75-89 ans    | 10,2   |
| 17,3   | 60-74 ans    | 18,1   |
| 19,8   | 45-59 ans    | 19,1   |
| 17,9   | 30-44 ans    | 17,2   |
| 18,5   | 15-29 ans    | 17,5   |
| 17,6   | 0-14 ans     | 15,6   |

### Enseignement

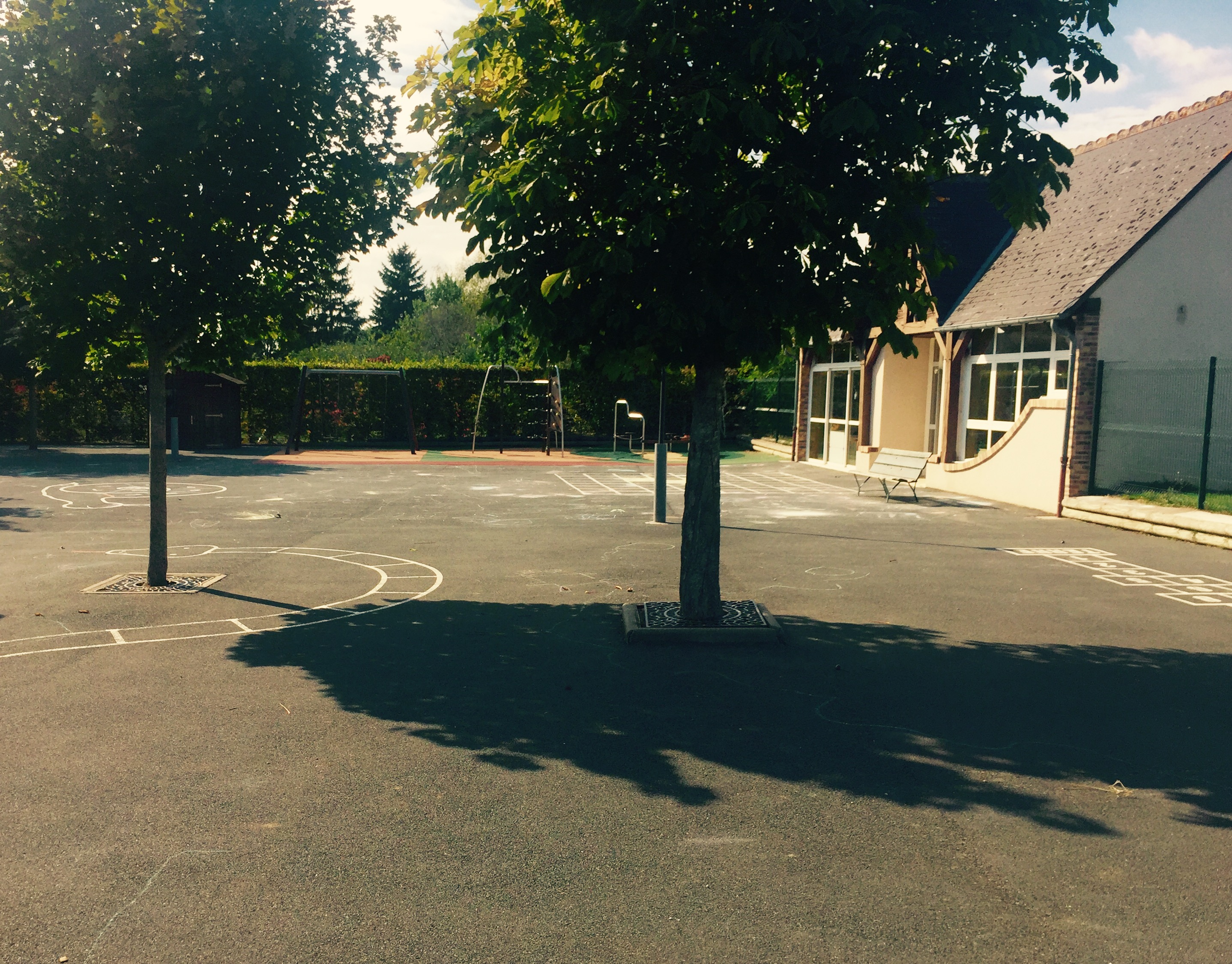
Cour de l'école.

Montreuil-en-Touraine et Neuillé-le-Lierre ont mutualisé leurs ressources en matière d'enseignement primaire au sein d'un regroupement pédagogique intercommunal (RPI), qui compte 75 élèves en 2016. Les classes de maternelle et de CP se trouvent à Montreuil-en-Touraine. Les classes de cours élémentaire et cours moyen sont situées à Neuillé-le-Lierre. Un service de ramassage scolaire en car est organisé entre les deux communes.
La carte scolaire pour la rentrée 2016 prévoit la scolarisation des élèves du second degré de Montreuil-en-Touraine dans un collège et un lycée d'Amboise.

### Santé
La commune ne compte plus aucun médecin. Il y a un médecin à Reugny (6 kilomètres) et un cabinet médical à Pocé-sur-Cisse (6 kilomètres). L'hôpital est à Amboise (10 kilomètres).

### Cultes

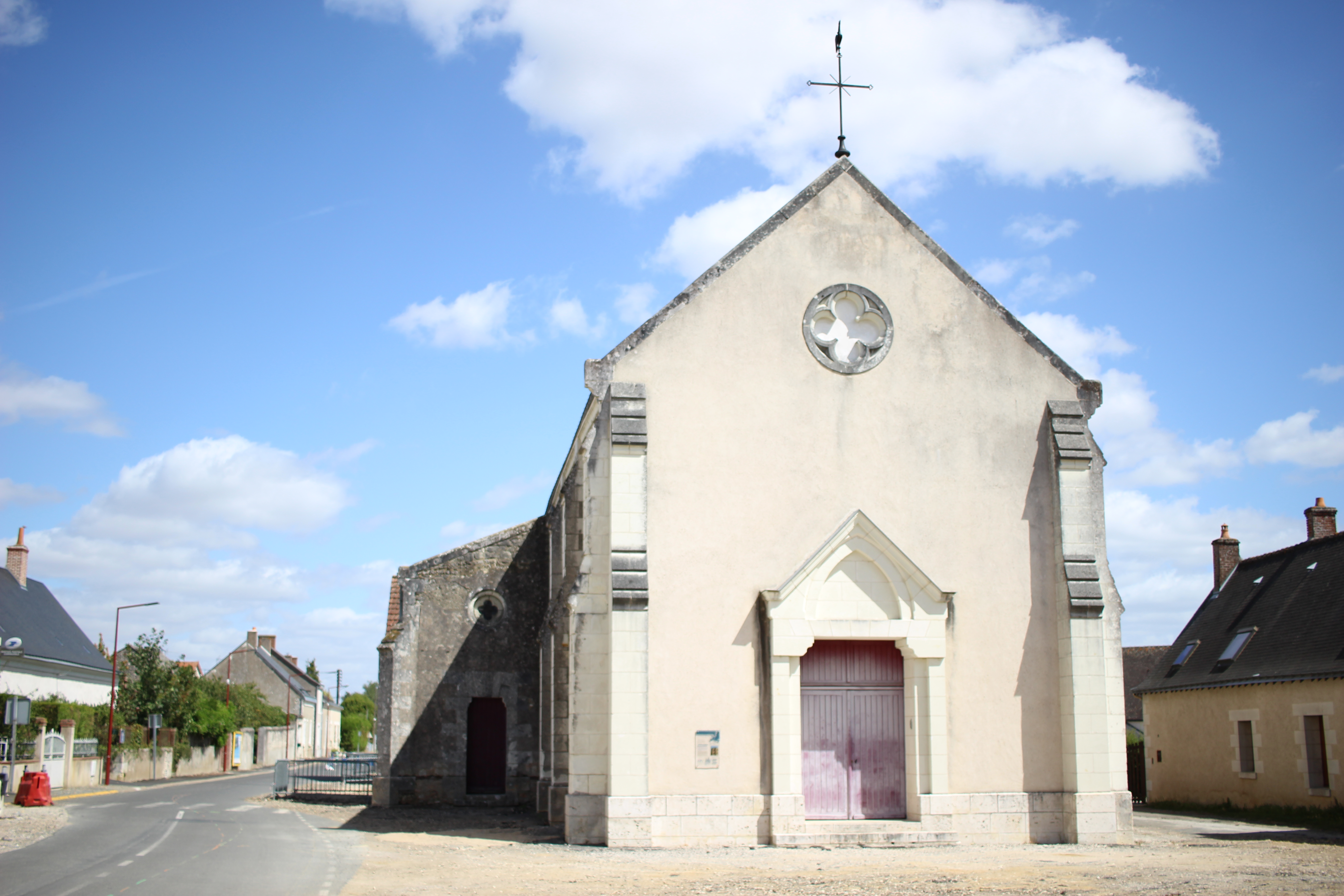
Église Saint-Martin.

Pour l'exercice du culte catholique, le territoire de la commune dépend de la paroisse de Saint-Martin-Val-d'Amboise au sein du doyenné d'Amboise, lui-même partie de l'archidiocèse de Tours mais, en 2016, l'église Saint-Martin de Montreuil-en-Touraine n'accueille pas d'offices religieux réguliers. Des messes occasionnelles sont toutefois célébrées, ainsi que les baptêmes, les mariages ou les enterrements.

### Médias
Le quotidien régional La Nouvelle République du Centre-Ouest consacre une page de l'une de ses éditions aux actualités et informations intéressant Amboise et son canton.
Dans le cadre de ses programmes, France 3 Centre-Val de Loire diffuse l'émission régionale Vues sur Loire le dimanche à 12 h 55.
France Bleu Touraine, Radio Béton, radio associative à Tours, Radio Active, radio associative à Amboise et Montlouis-sur-Loire, ainsi que d'autres radios FM peuvent être captées à Montreuil-en-Touraine.

### Activités sportives et culturelles

#### Équipements collectifs

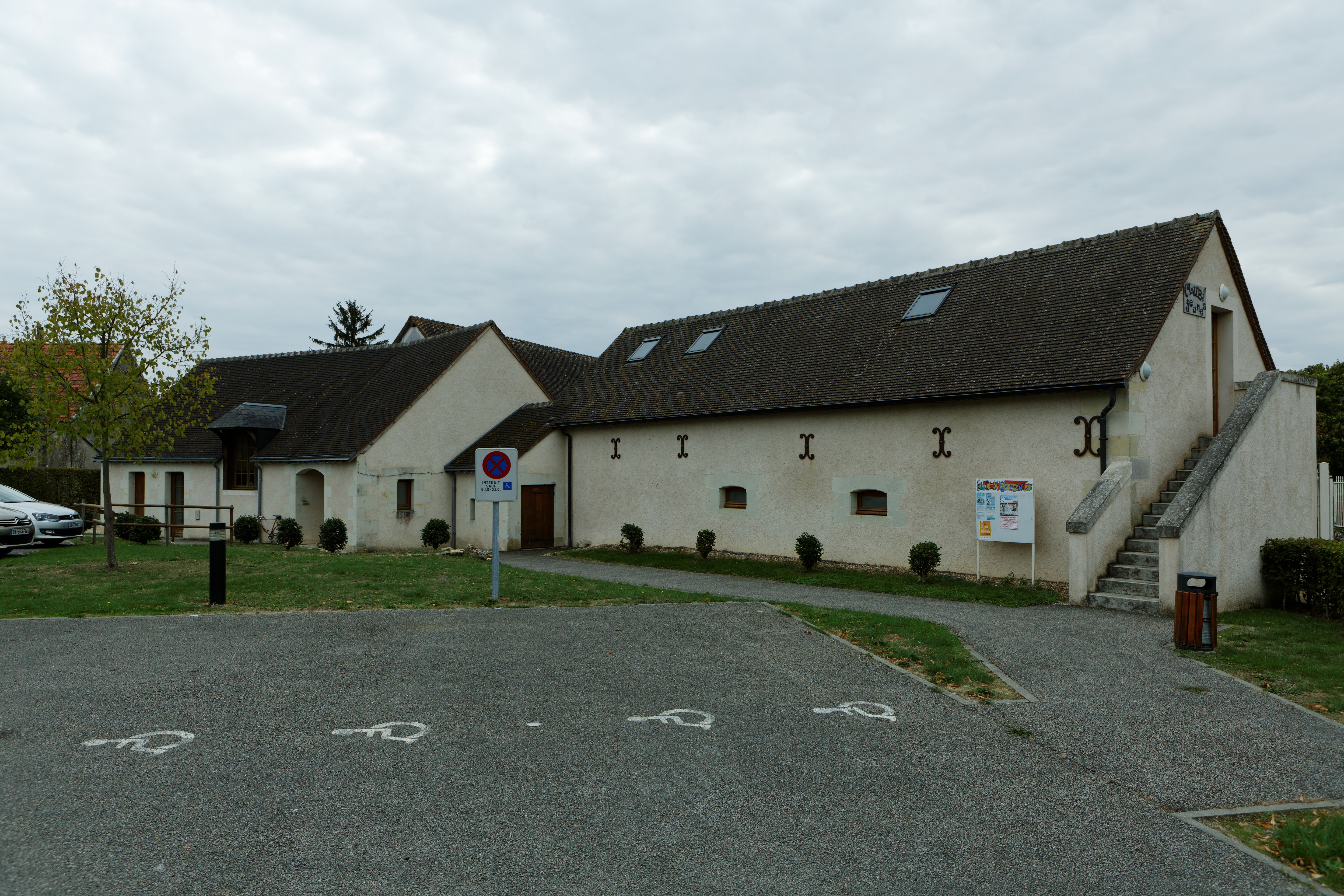
Salle polyvalente.

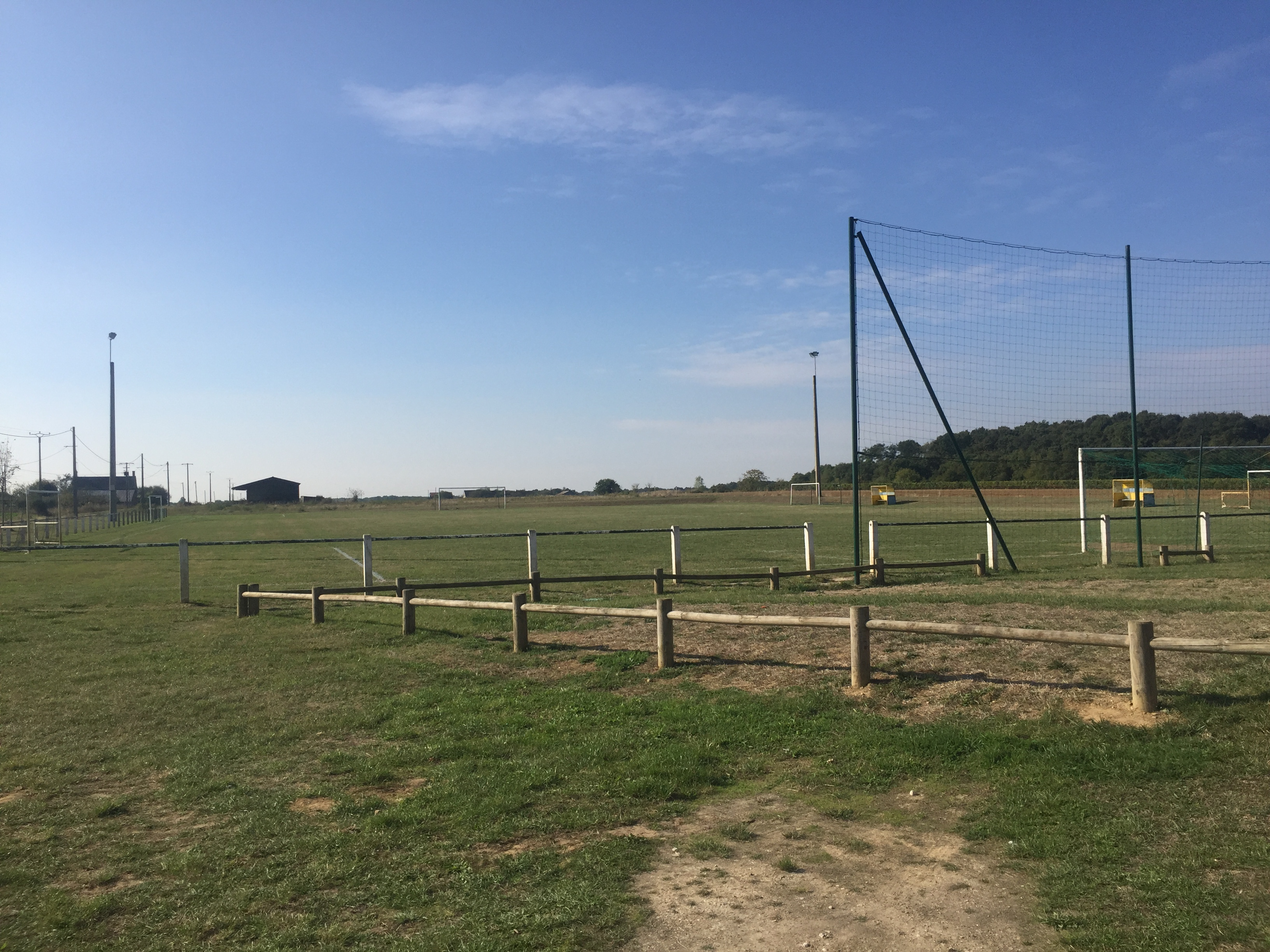
Stade Sonia-Bompastor.

Une salle polyvalente a été aménagée au début des années 2000, dans une ancienne grange agricole, à proximité immédiate du château de Montreuil-en-Touraine dont elle constituait une dépendance.
Le stade du Football club de Montreuil, inauguré le 15 juin 2013, porte le nom de Sonia Bompastor, qui a elle-même participé à la cérémonie d'inauguration.

#### Vie associative
En 2016, dix associations ont leur siège à Montreuil-en-Touraine. Elles interviennent dans des domaines d'activité divers : sport, défense de l'environnement et du cadre de vie, culture et patrimoine (telles que « L'association pour la sauvegarde du château »)... Plusieurs ont un périmètre d'action dépassant le cadre communal, l'une d'entre elles rayonnant sur l'ensemble de la région.

#### Festivals, spectacles et manifestations
La commune n'abrite actuellement aucun marché. De même, bien que des évènements ou manifestations sporadiques ou non-reconduites aient antérieurement été organisés,, aucune foire se déroulant de manière régulière (ou annuelle) et propre à la localité, n'est actuellement recensée au sein de la cité montreuilloise.

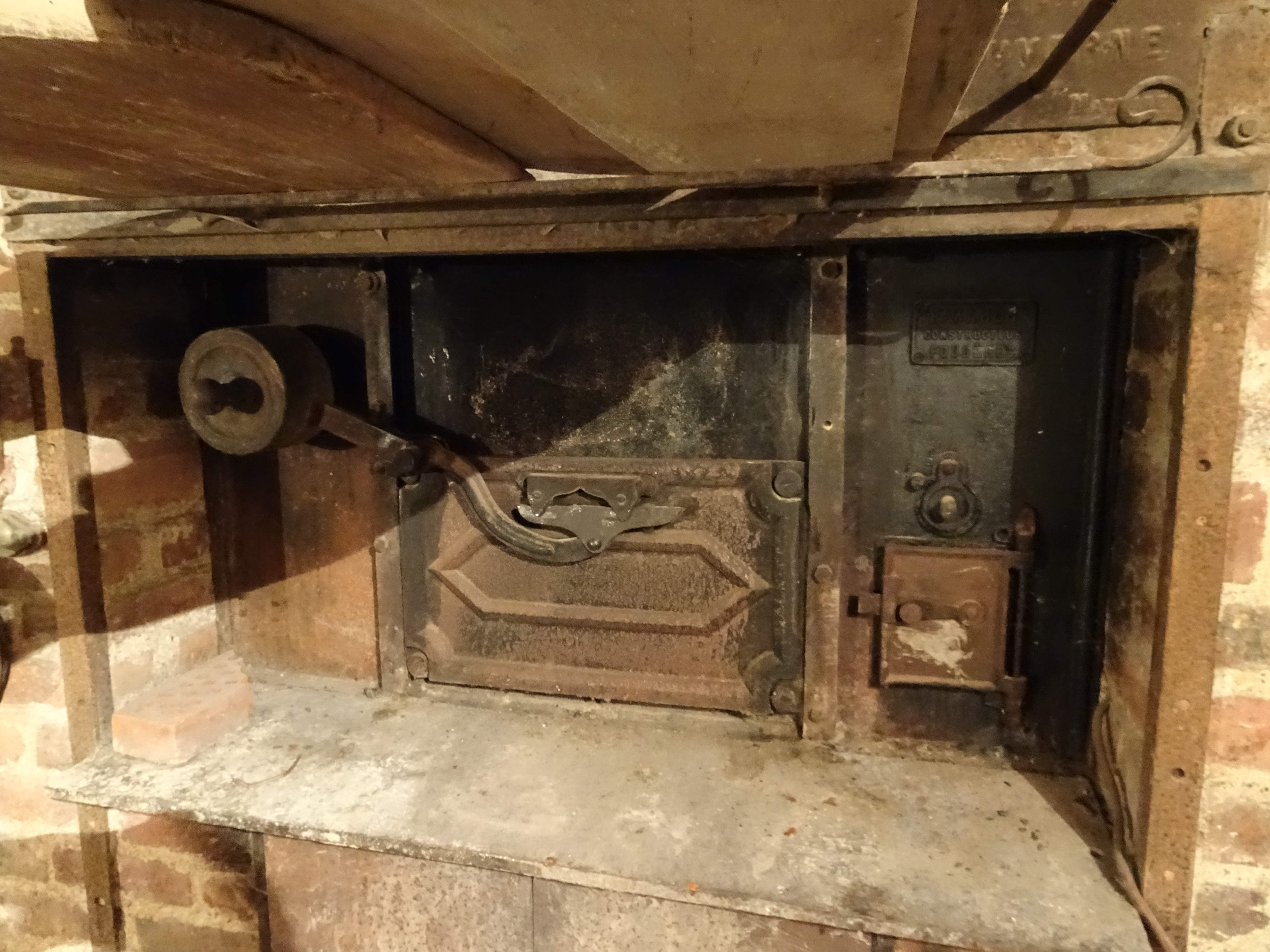
Four à pain dans le château.

Toutefois, quelques évènements à caractère culturel sont parfois coordonnés dans la ville tourangelle. En mars 2017, un concert, donné par un trio de joueurs d'instrument à vent à anche, a été organisé dans l'enceinte de l'église communale. Une première édition du Forum des associations locales s'est tenue en mai 2016. Un marché médiéval, dont les installations ont été placées dans le parc du château, a été également organisé en juin 2015 par l'association montreuilloise « La Ferdasse ». Par ailleurs, la « Fête du pain », organisée en septembre par le comité municipal des fêtes, s'est réalisée jusqu'au milieu des années 2010. Ce rendez-vous culturel était lié à la restauration et remise en fonction de l'ancien four à pain, installé au sein du pressoir du château de Montreuil, au début des années 1990. Enfin, la douzième et dernière édition de la « Fête de la courge », manifestation traditionnellement fixée au mois de septembre, depuis le début des années 2000 et coordonnée par les associations « Construir'éco », « Roucheux Développement » et « Les Jardins de Contrat », s'est déroulée en 2013.

## Économie

### Revenus et fiscalité
En 2015, le revenu fiscal médian par ménage est de 35 236 €, alors que la moyenne départementale s'établit à 32 011 € et que celle de la France métropolitaine est de 32 409 €. Le revenu médian net déclaré par foyer fiscal est de 20 753 euros en 2012.

### Emploi
En 2008, le taux de chômage dans la commune s'élève à 8,3 %, contre 8,0 % en 2013, soit bien inférieur à la moyenne nationale et régionale. En revanche, le taux d'activité a baissé, passant de 67,3 % à 65,3 % sur la même période. Environ 15,5 % des actifs montreuillois pourvus d'un emploi travaillent dans la commune. Les retraités représentent, quant à eux, 10,6 % de la population.

### Tissu économique
Le tableau ci-dessous détaille le nombre d'entreprises implantées à Montreuil-en-Touraine selon leur secteur d'activité et le nombre de leurs salariés :
|                                                              | Total | %    | 0 salarié | 1 à 9 salariés | 10 à 19 salariés | 20 salariés ou plus |
| ------------------------------------------------------------ | ----- | ---- | --------- | -------------- | ---------------- | ------------------- |
| Ensemble                                                     | 60    | 100  | 49        | 10             | 1                | 0                   |
| Agriculture, sylviculture et pêche                           | 16    | 26,7 | 13        | 3              | 0                | 0                   |
| Industrie                                                    | 5     | 8,3  | 4         | 1              | 0                | 0                   |
| Construction                                                 | 6     | 10,0 | 5         | 1              | 0                | 0                   |
| Commerce, transports, services divers                        | 30    | 50   | 26        | 4              | 0                | 0                   |
| dont commerce et réparation automobile                       | 9     | 15   | 8         | 1              | 0                | 0                   |
| Administration publique, enseignement, santé, action sociale | 3     | 5    | 1         | 1              | 1                | 0                   |
| Champ : ensemble des activités.                              |       |      |           |                |                  |                     |

En 2015, six nouvelles entreprises sont créées, toutes dans les domaines du commerce, des transports et des services divers.
Fin 2014, la grande majorité (78,6 %) des emplois proposés dans les établissements de Montreuil-en-Touraine appartiennent à la « sphère présentielle », c'est-à-dire que les biens et services qu'ils produisent sont destinés à satisfaire les besoins locaux, des habitants ou des touristes ; pour autant, ces postes salariés sont concentrés dans 40 % des entreprises de la commune,.

#### Agriculture
Le tableau ci-dessous présente les principales caractéristiques des exploitations agricoles de Montreuil-en-Touraine, observées sur une période de 22 ans, :
|                                            | 1988  | 2000  | 2010  |
| ------------------------------------------ | ----- | ----- | ----- |
| Nombre d’exploitations                     | 31    | 21    | 18    |
| Équivalent Unité de travail annuel         | 45    | 29    | 25    |
| Surface agricole utile (SAU) (ha)          | 1 629 | 1 551 | 1 633 |
| Cheptel (nombre de têtes)                  | 632   | 663   | 551   |
| Cultures permanentes (ha)                  | 21    | 9     | 6     |
| Surfaces toujours en herbe (ha)            | 85    | 59    | 26    |
| Superficie moyenne d’une exploitation (ha) | 52,5  | 73,9  | 90,7  |

Malgré la baisse du nombre d'exploitations, compensée par l'augmentation de leur taille, Montreuil-en-Touraine reste une commune agricole à dominante céréalière qui conserve toutefois une activité notable dans le domaine de l'élevage bovin, comme en témoigne le maintien d'un cheptel important ; trois exploitations sont d'ailleurs consacrées à la production laitière,. Montreuil est également l'une des dix communes viticoles de l'aire d'appellation d'origine contrôlée (AOC) « touraine-amboise », mais les surfaces consacrées à la vigne ont fortement diminué, passant de 38 hectares en 1979 à neuf hectares en 2000.

#### Industrie et artisanat
Le secteur industriel est significativement peu représenté sur le territoire communal. En revanche, plusieurs établissements de type artisanal sont implantés au sein de la ville montreuilloise. Ce tissu d'entreprises à faible structure salariale (moins de 10 salariés) est entre autres composé d'un plombier-chauffagiste, d'un maçon, d'un garagiste, d'un artisan tailleur de pierre, d'un paysagiste, et de charpentiers-couvreurs.

#### Activités de service

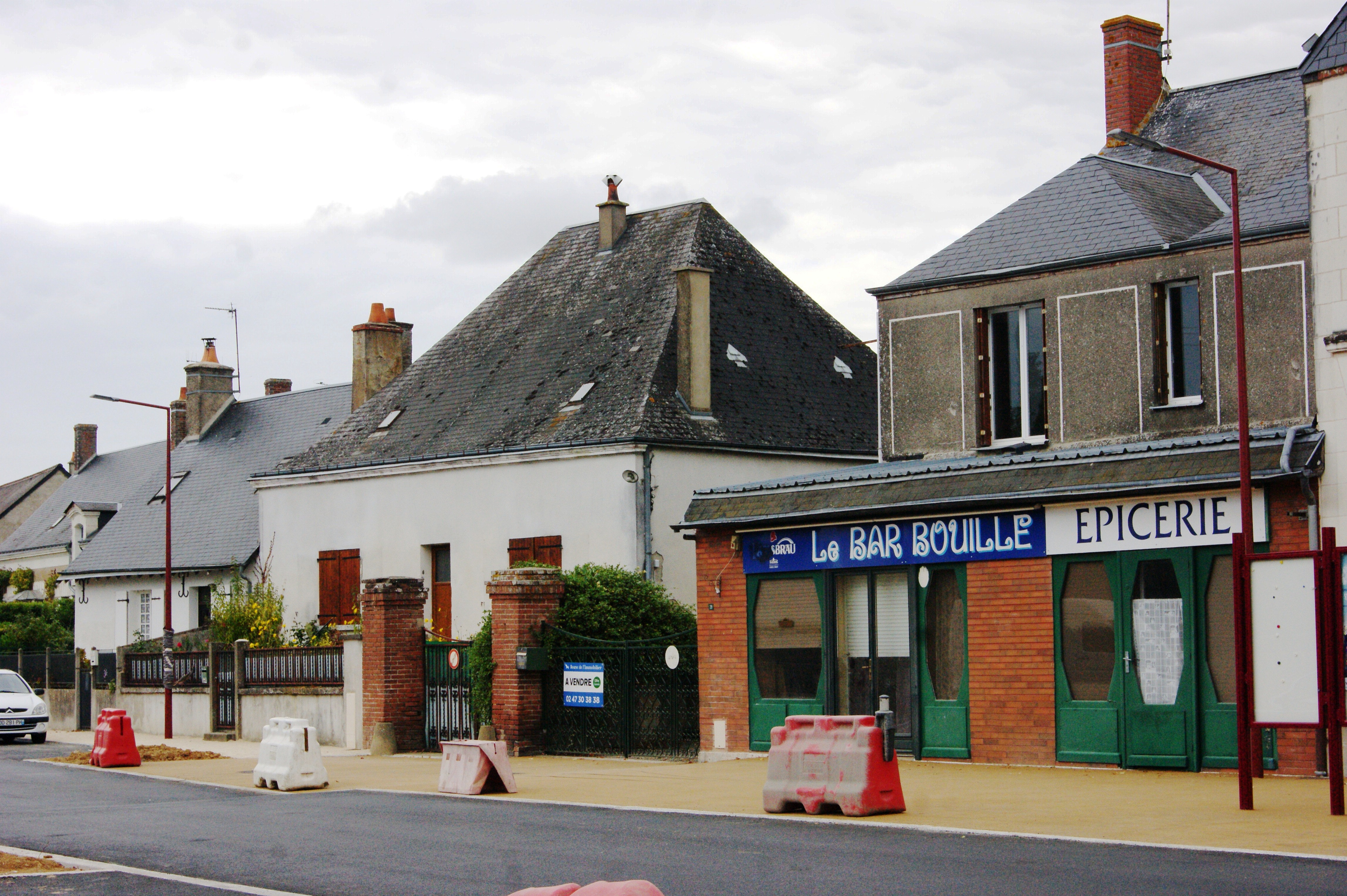
L'ancien « Bar Bouille », dans le centre-bourg.

Le dernier commerce de la commune a fermé en décembre 2012. Le « bar Bouille » proposait également un point Poste, une épicerie, un dépôt de pain et un dépôt de presse. Pour pallier cette fermeture, un point Poste-dépôt de pain a été ouvert dans les locaux municipaux.
Toutefois, en parallèle de ce constat et selon les données du Kompass, deux établissements spécialisés dans le domaine de l'ingénierie informatique sont installés sur le territoire communal. En outre, la ville est pourvue de quelques structures entreprenariales appartenant à la sphère des services aux entreprises de la filière agroalimentaire.
« Les Jardins de contrat » sont une association d'insertion professionnelle (cultures légumières en production biologique et confection de « paniers paysans », écoconstruction, ferme pédagogique). Avec une quarantaine de salariés temporaires encadrés par une dizaine de permanents en 2015, c'est le plus gros employeur de main-d'œuvre de la commune.

## Culture locale et patrimoine

### Lieux et monuments
L'église, dédiée à saint Martin, évêque de Tours au IVe siècle, a été reconstruite à partir de 1875 dans le style néo-gothique et l'ensemble du mobilier est du même style, à l'exception de deux pierres sculptées datant du début du XVIe siècle trouvées lors de la démolition de l'ancienne église et classées monuments historiques le 12 mars 1907. Ces sculptures, qui se présentent sous forme de bas-relief, portent des amoiries. Les vitraux dédiés à sainte Françoise, saint Joseph et saint Martin datent de 1891 et sont signés J. Fournier à Tours. L'église fait partie du Chemin de Trèves, itinéraire de 138 kilomètres entre Vendôme et Tours lié à la vie de saint Martin.
Le château date du XVe siècle. Les façades, les toitures et les deux cheminées intérieures sont inscrites au titre des monuments historiques depuis le 15 octobre 1974. Une association de sauvegarde a été créée en 1990, à la suite de l'effondrement de la charpente,.
Un moulin à vent du type moulin-tour dit « moulin de Villagou », dépourvu de ses ailes, est situé dans la vallée de la Ramberge près du hameau des Vallées, au lieu-dit la Fourellerie. Les vestiges d'un moulin à eau peuvent être observés au bord de la Ramberge dans le hameau de Villagou. Aux XVIIe et XVIIIe siècles, ce moulin dépendait de l'abbaye cistercienne de Fontaine-les-Blanches.

Monuments de la commune
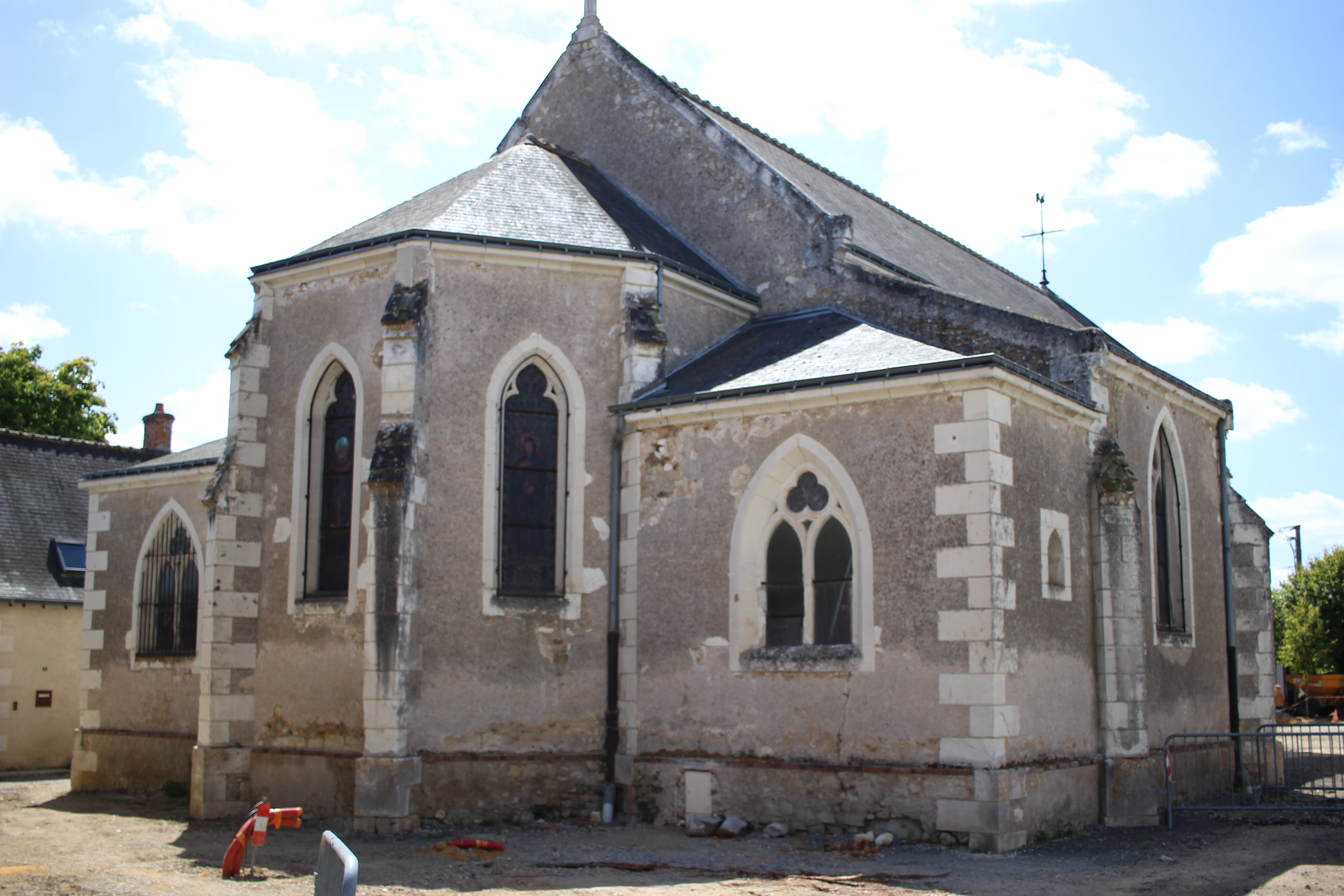
Église Saint-Martin, vue du chœur.
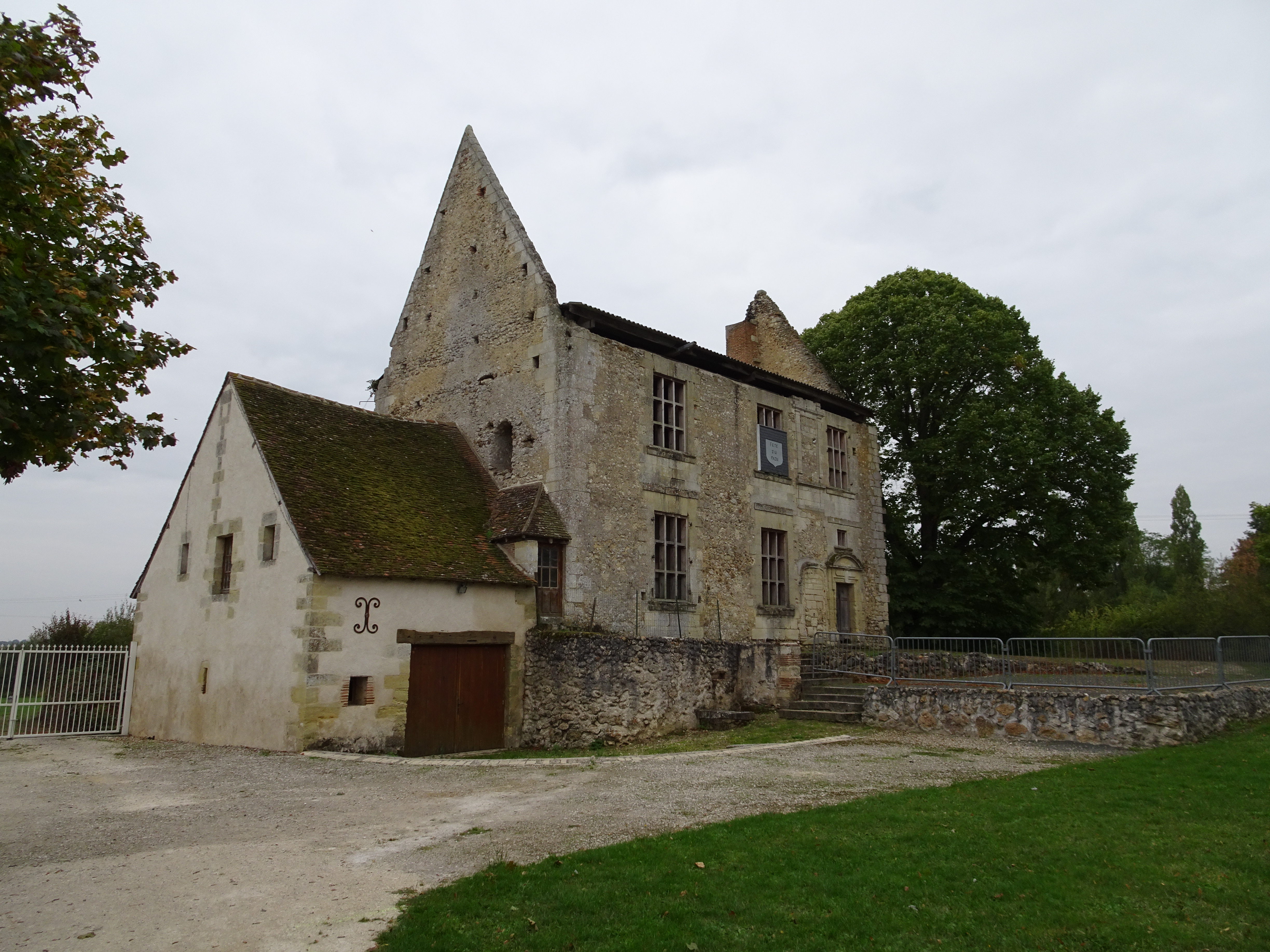
Façade nord du château.
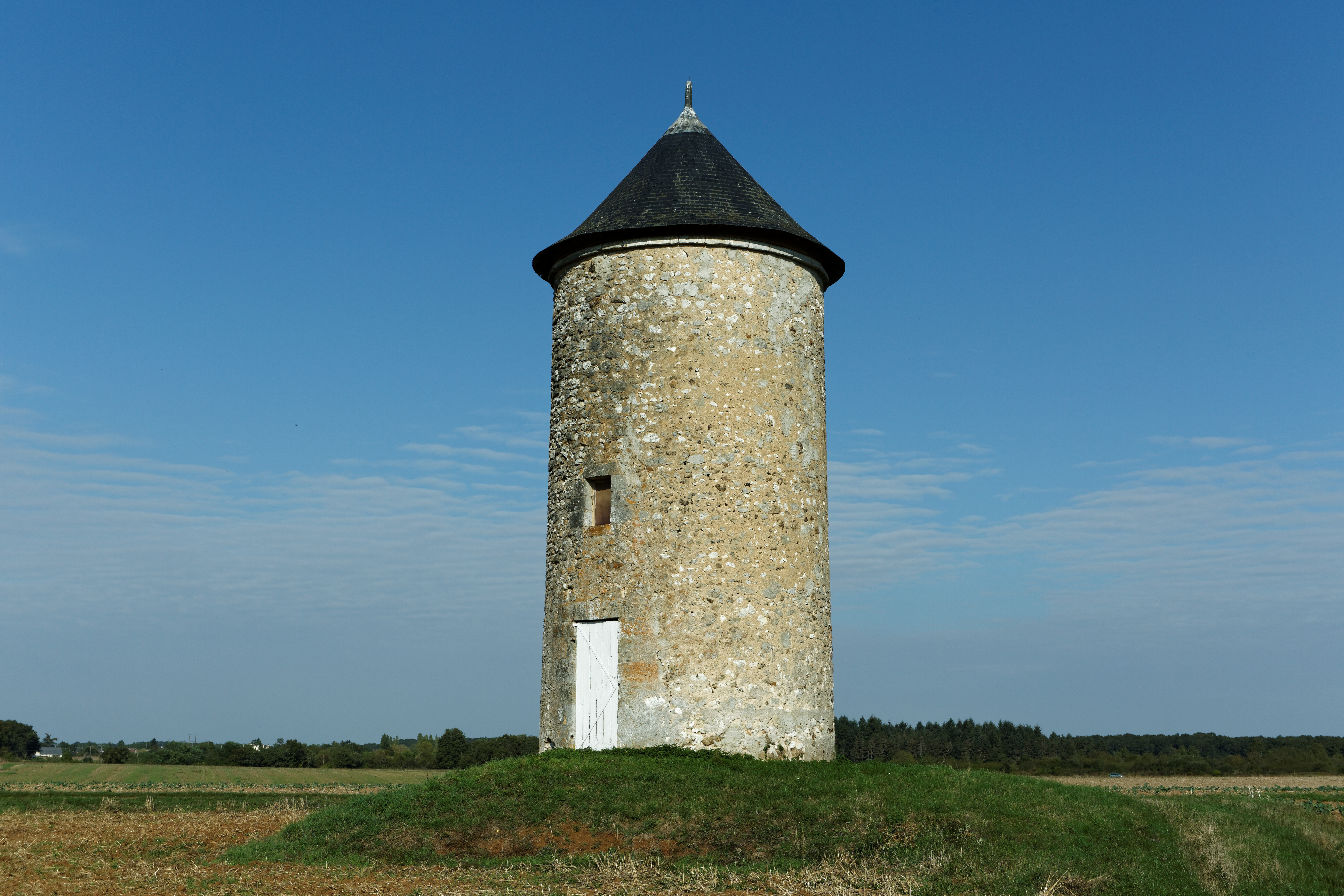
Moulin à vent de Villagou.
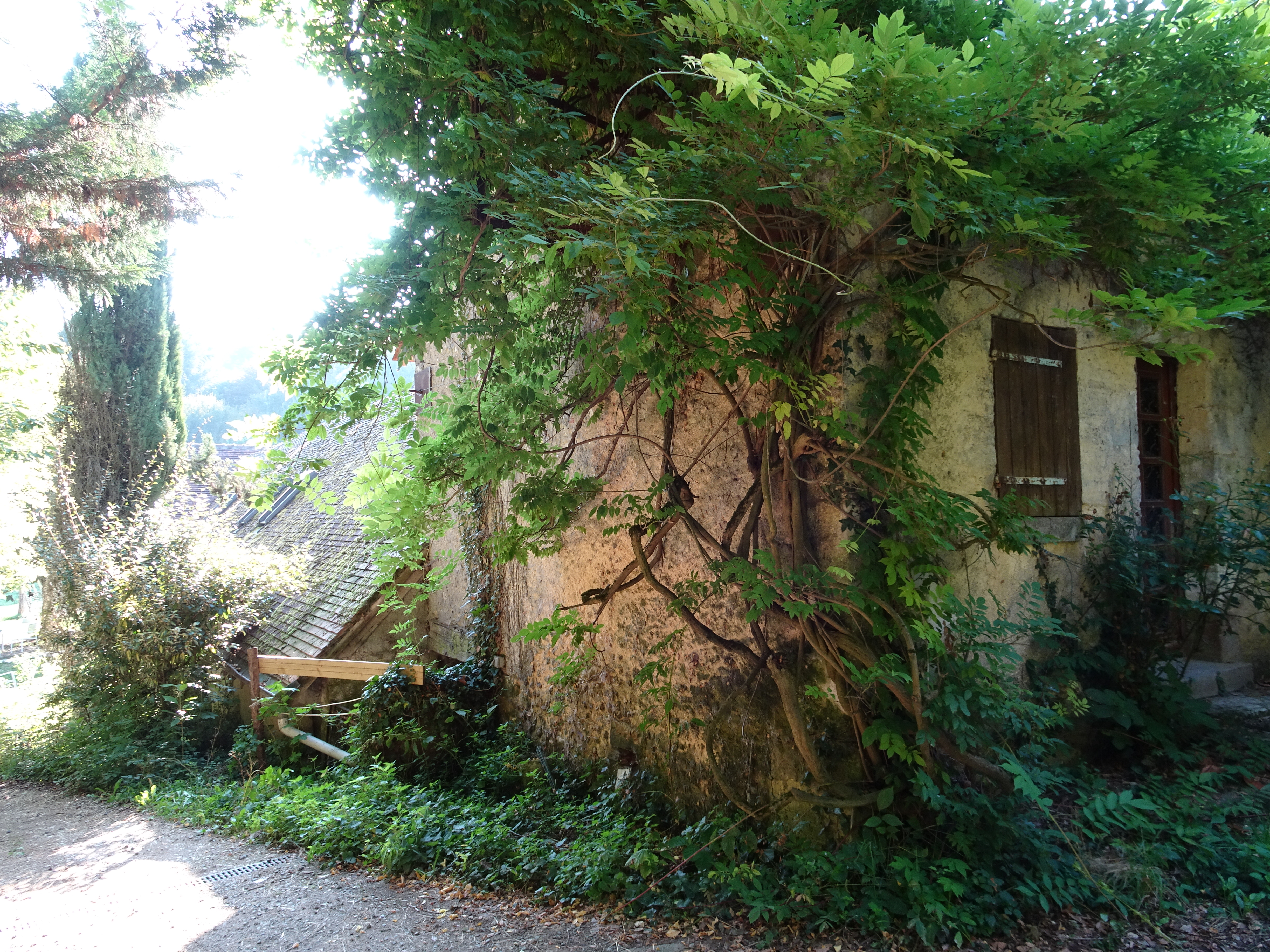
Moulin à eau de Villagou.

### Personnalités liées à la commune
- Antoinette de Maignelais (v. 1434-1474), favorite de Charles VII, est propriétaire du château de Montreuil de 1465 à sa mort[51]. Une rue de Montreuil-en-Touraine porte son nom depuis 2009[135].

### Patrimoine gastronomique
La commune se trouve dans l'aire d'appellation touraine-amboise et quatorze types de vins pouvant être produits sur la commune — notamment sur le coteau bordant le fleuve ligérien —, bénéficient d'une AOP/AOC,. Montreuil-en-Touraine est également dans l'aire géographique et dans la zone de production du lait, de fabrication et d'affinage des fromages Sainte-Maure de Touraine.
Bœufs du Maine, Rillettes de Tours et 119 types de vins tranquilles ou effervescents bénéficient d'une indication géographique protégée (IGP) s'ils sont produits sur le territoire de Montreuil-en-Touraine.

### Culture populaire
Une partie de la mini-série Le Bal des secrets y est tournée en 2012 et 2013,.

### Héraldique
| Blason de Montreuil-en-Touraine | Les armes de Montreuil-en-Touraine se blasonnent ainsi : D'or au mont de sinople, surmonté de trois arbres en fuseau arrachés du même mal ordonnés. |